# Historia de Nueva York

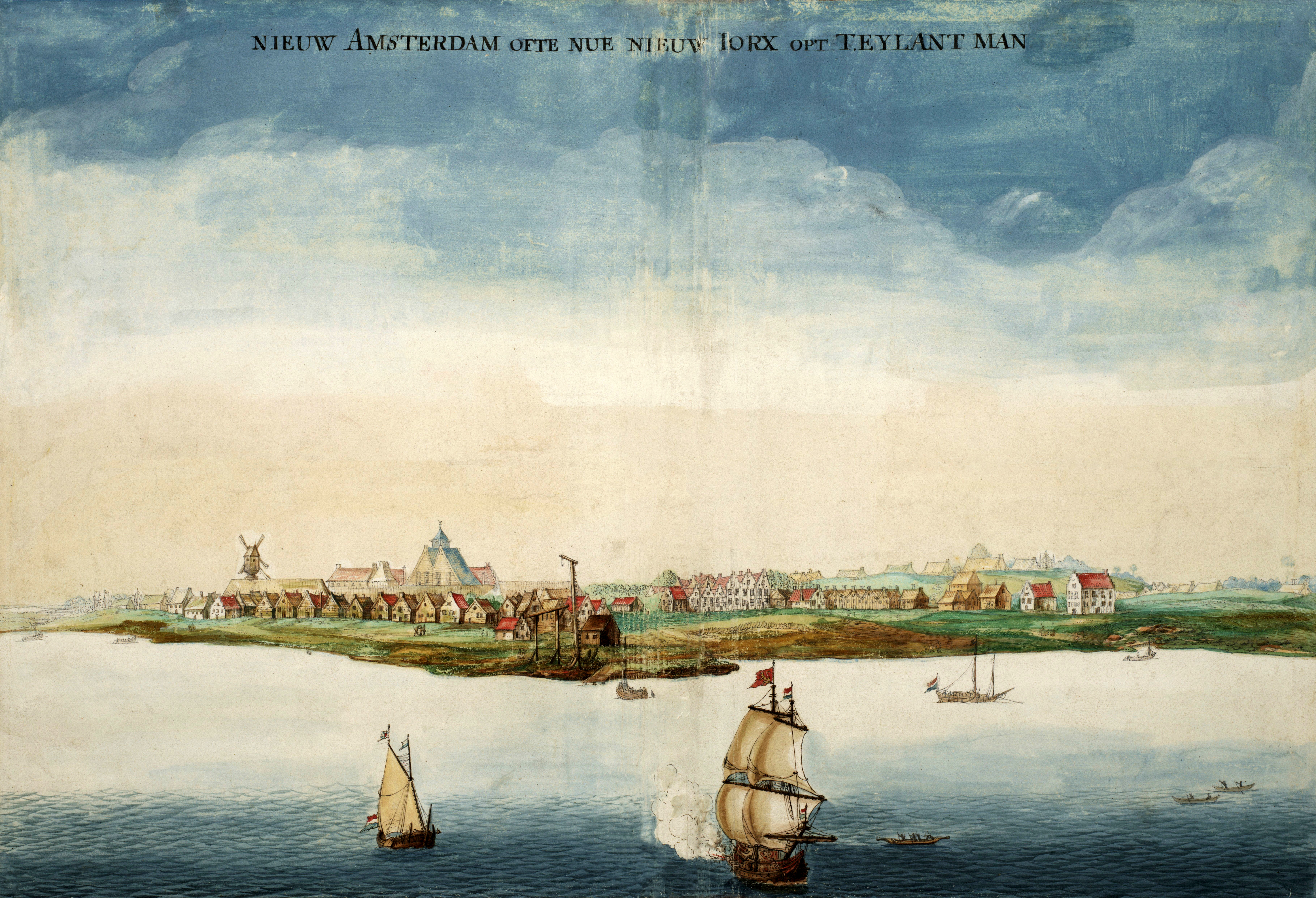
Vista de Nueva Ámsterdam (1664), cuadro deJohannes Vingboons que representa la ciudad de Nueva Ámsterdam el año de la conquista inglesa, dirigida por el coronel Richard Nicolls.

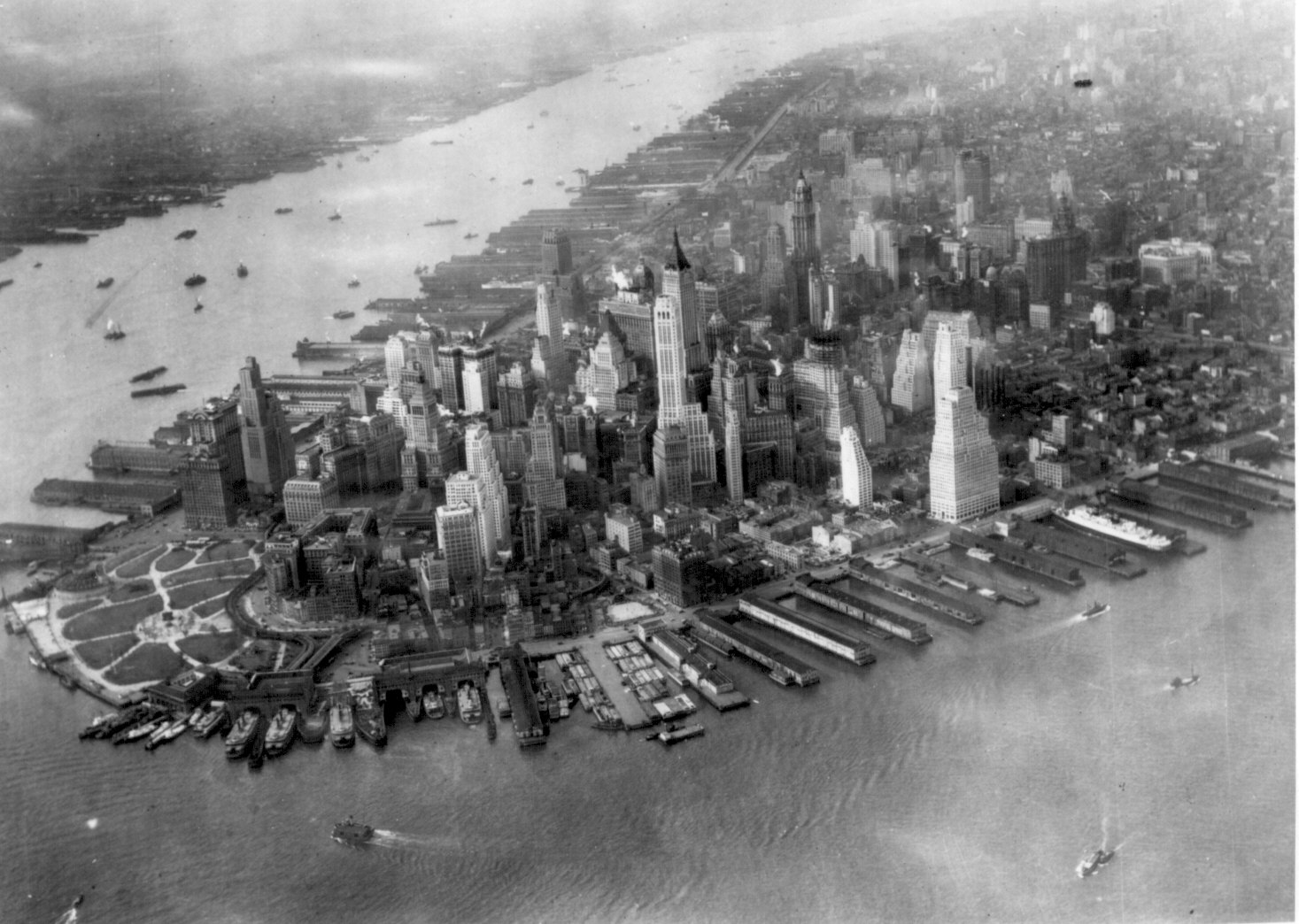
El sur de Manhattan en 1931.

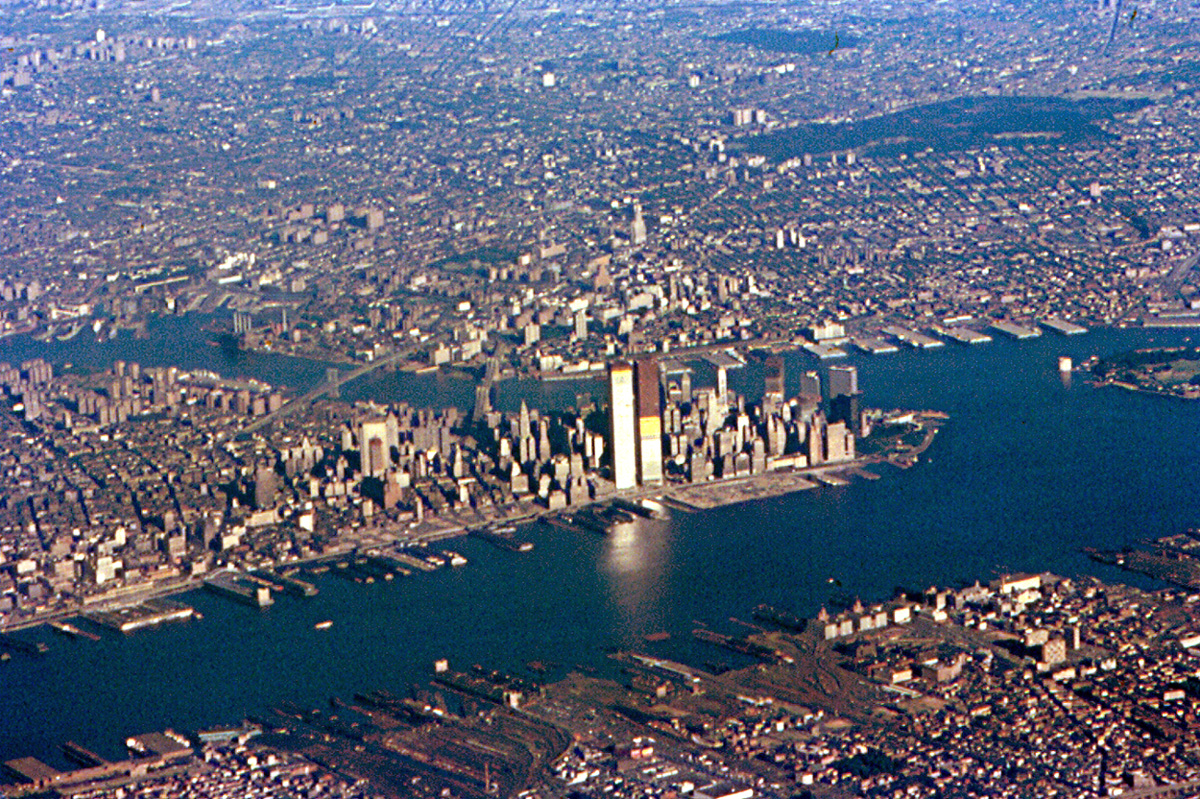
Vista área de Manhattan en 1971.

La historia de Nueva York se desarrolló durante varios siglos y comenzó con la ocupación del territorio por las poblaciones amerindias, mucho antes de la llegada de los primeros colonos a lo que es actualmente Manhattan. Las negociaciones que llevaron a la configuración actual de Nueva York con una división en cinco barrios (boroughs, en inglés): Manhattan, Queens, Brooklyn, Bronx y Staten Island se remontan recién al siglo xix y a la primera mitad del siglo xx. Antes de esta «consolidación», la ciudad era el teatro de operaciones de diversos conflictos, con una alta tasa de criminalidad. A pesar de ello, logró ganar progresivamente mayor importancia, al punto de constituir hoy en día la ciudad más grande de Estados Unidos y una de las metrópolis más importantes y dinámicas del mundo, no solo en términos demográficos, sino también como centro de toma de decisiones de primer plano y la capital mundial de las finanzas y del mercado de valores.  
Los primeros contactos europeos con Nueva York se hicieron por medio de Giovanni da Verrazano, quien el 17 de abril de 1524, ancló cerca de la bahía de Nueva York, antes de continuar su ruta hacia el norte. Posteriormente, el 2 de septiembre de 1609, Henry Hudson ingresó a la bahía formada por el «Gran río de las montañas». Años después los neerlandeses conquistaron la bahía y fundaron Nuevos Países Bajos, cuando Adriaen Block se instaló durante algunos meses en la isla de Manhattan en 1613. En 1625, otras familias fueron enviadas a Manhattan en varios navíos y formaron una colonia en Nueva York, logrando que la colonia de Nueva Ámsterdam surgiese oficialmente en 1626 con la compra por parte de Pierre Minuit. Entre los siglos xvii y xviii, la rivalidad marítima entre neerlandeses e ingleses llegó a su fin con la victoria de estos últimos en América del Norte. El rey de Inglaterra Carlos II donó a su hermano, el Duque de York, esta tierra fue inmediatamente rebautizada como «Nueva York» en honor del Duque de York. En 1785, el Congreso Continental se instaló en Nueva York, que fungió desde entonces de capital provisoria de los Estados Unidos.
En el siglo xix, la población de Nueva York tuvo una rápida expansión, gracias a la llegada masiva de inmigrantes atraídos por el dinamismo económico de la ciudad. Por otra parte, en 1835, Nueva York se convirtió en la ciudad más grande de Estados Unidos, superando a Filadelfia. Pero, el siglo xix fue igualmente aquel de la Guerra de Secesión, de la cual Nueva York fue un escenario clave. En la primera mitad del siglo xx, la ciudad se convirtió en un centro de envergadura internacional a nivel industrial, comercial y para las comunicaciones. Nueva York se convirtió en un centro cultural y deportivo, sin embargo, problemas sociales surgieron como también económicos que devastaron la ciudad durante cierto tiempo. Los tiempos posteriores se caracterizaron por la recuperación económica, agitaciones de inseguridad y terrorismo, y también de una renovación total.

## Antecedentes

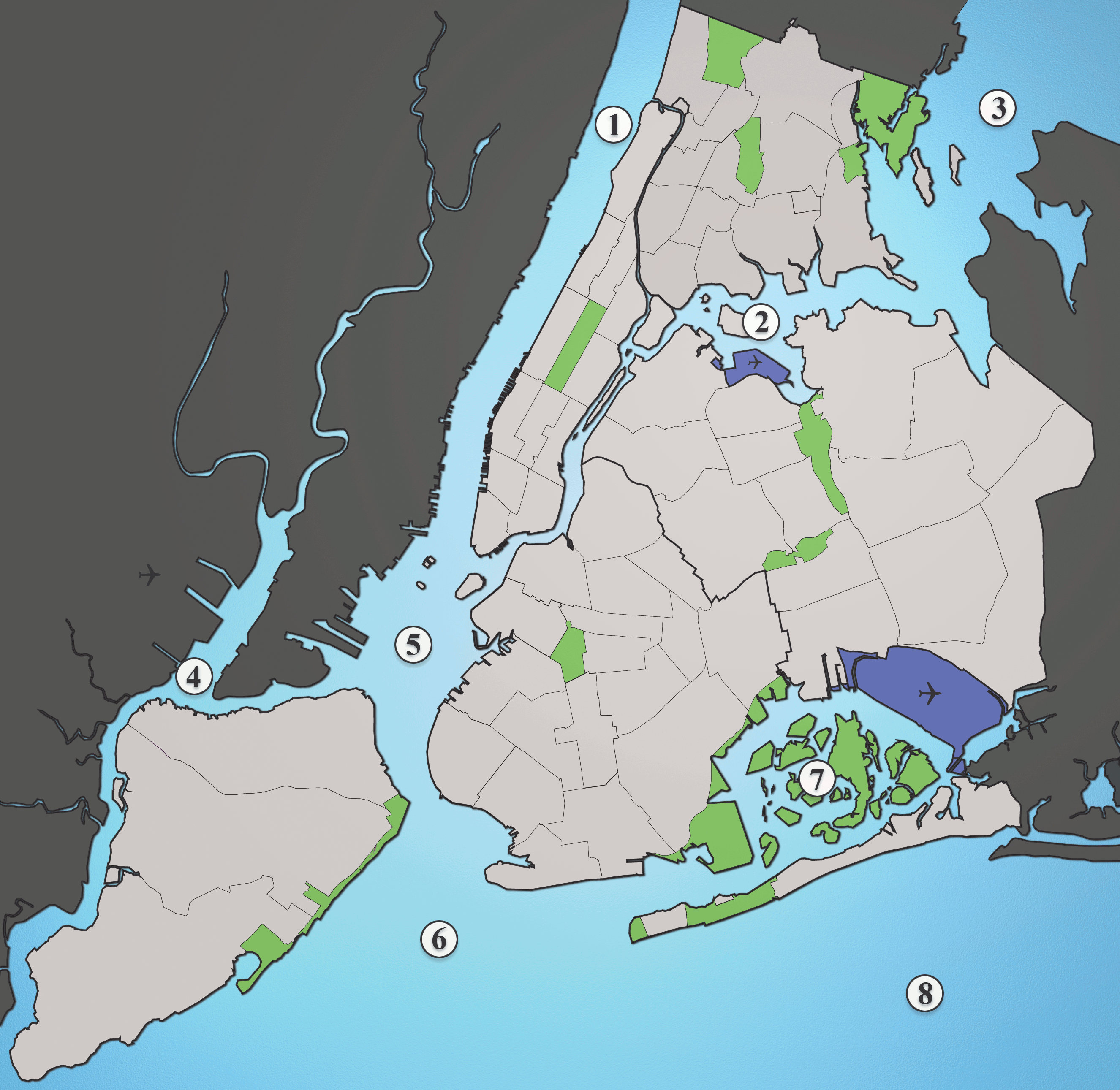
Localización de Nueva York: 1. Río Hudson, 2. Río Este, 3. Long Island Sound, 4. Bahía de Newark, 5. Upper New York Bay, 6. Lower New York Bay, 7. Jamaica Bay, 8. Océano Atlántico.

### Primeras tribus
La actual área de Nueva York estuvo habitada por amerindios que hablaban algonquino, en especial, los lenape. De acuerdo a la tradición lenape, éstos vivieron en el área durante miles de años y se conocieron como la «tribu abuelo». Se sustentaban de la caza y de la agricultura, como también de la pesca. En su idioma, ellos llamaban a su patria Scheyischbi, que significa 'el lugar que se aproxima al océano'. Muchas de estas tribus formaron vías públicas en zonas como Broadway, Raritan Bay, Manhattan, y Canarsie. Desarrollaron técnicas innovadoras para la caza y el mantenimiento de sus recursos. Sin embargo, hubo un sinfín de tribus que se asentaron por toda la zona del Long Island, formando Metoac; el nombre que se le daba al conjunto de amerindios que vivieron en las zonas aledañas y en el mismo Nueva York.
Los territorios de long island, y los ríos Harlem, este y Hudson. Se mantuvieron hostiles a la confederación iroquesa

### Localización ventajosa
El principal atractivo de la región de Nueva York para los exploradores era su ubicación excepcional desde un punto de vista geográfico. De hecho, el espacio marítimo delimitado por las islas y el continente que constituyeron la bahía de Nueva York (separada en una Upper New York Bay y en una Lower New York Bay) no solamente ofrecieron un acceso a las islas situadas en diversas partes de la bahía, sino que también permitieron, gracias al río Hudson situado más arriba, remontar al interior del continente. El área de Nueva York tenía, pues, un interés comercial y estratégico de primera importancia, lo que explica por qué el puerto de la ciudad superaba al de Filadelfia.

## Las primeras exploraciones y el contacto con los indígenas

### Los indios deManhattan

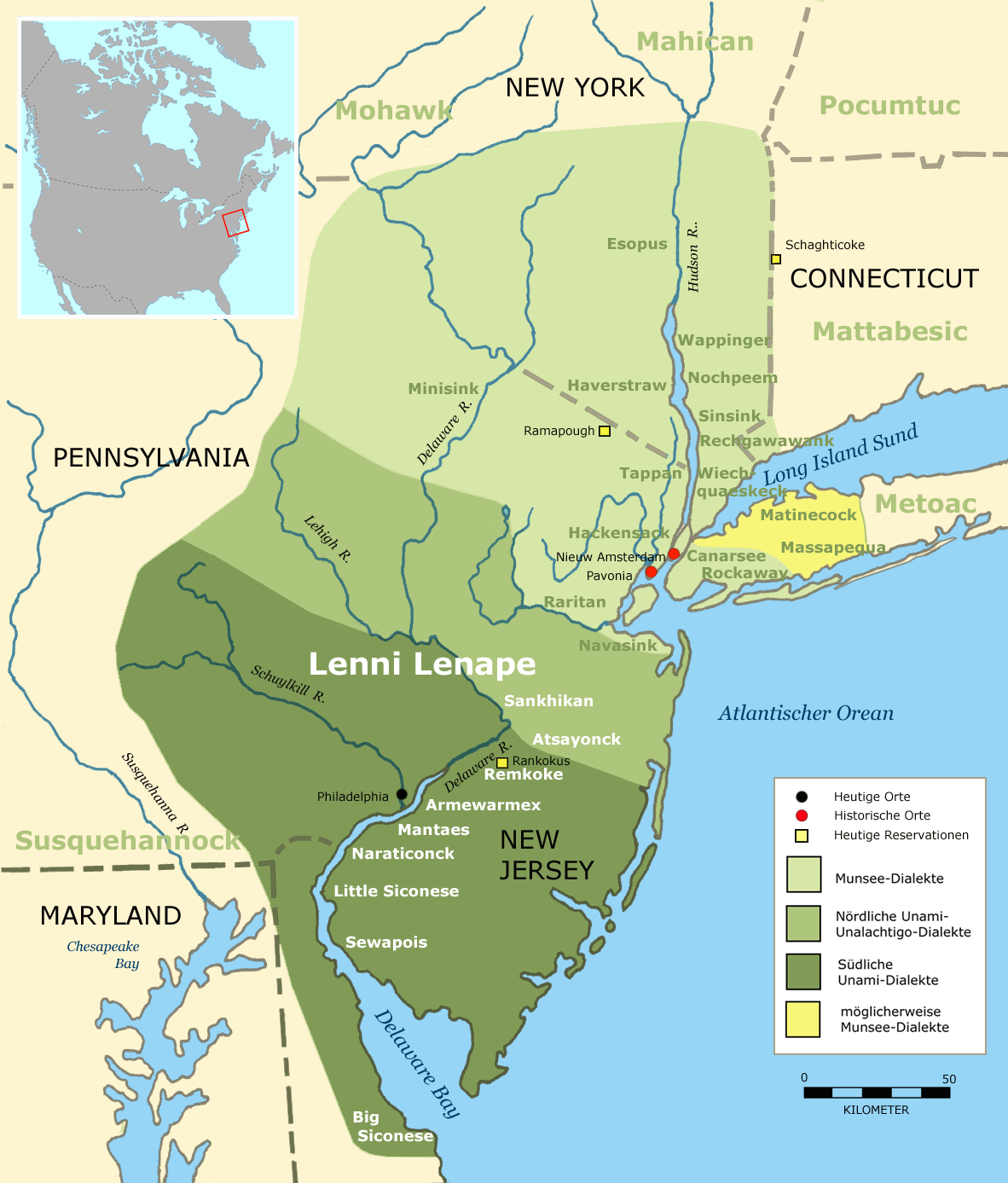
Ubicación de los indios lenape, también denominados delawares. Destaca su presencia sobre el emplazamiento actual de Nueva York.

Dado que se ignora el momento en que los pueblos procedentes de Asia llegaron a la actual región nororiental de Estados Unidos a través del Estrecho de Bering, sería muy difícil encontrar una fecha exacta del poblamiento de la zona de Nueva York; sin embargo, se estima que los primeros hombres pisaron Alaska hace 25 000 años. Al momento de su llegada a los «Nuevos Países Bajos» (Nieuw-Nederland), los colonos encontraron un asentamiento de indios algonquinos que ocupaba la zona de la ciudad, junto con los lenapes. Los ocupantes de la isla de Manhattan eran los munsee, considerados por los colonos neerlandeses Y los iroqueses como violentos y agresivos. Otras tribus indígenas instaladas en la bahía han dado nombre a algunos barrios actuales de la ciudad. Así, se encuentra a los canarsies en Brooklyn, los matinecooks al nivel del Flushing, los rockaways en Queens y los wecquaesgeeks, una tribu de mohicanos, habitaba la zona de Yonkers.
Estas tribus diversas vivían de la pesca y de la caza, pero también del cultivo de maíz, calabazas y frijoles. Asimismo, cultivaron tabaco en los claros de los bosques. De esta manera, los delawares hicieron descubrir a los neerlandeses tanto el azúcar de arce, como diversas preparaciones hechas a base de maíz y el cultivo del tabaco. Los indígenas eran también grandes consumidores de ostras. Por esta razón, los colonos neerlandeses bautizaron una de sus calles como Pearl Street (calle de perlas) debido al montón de conchas de ostras a lo largo de esta vía. La huella principal que los autóctonos dejaron en el Nueva York moderno es el nombre de la isla de Manhattan, derivado directamente del término Mannahatta que se puede traducir como 'La pequeña isla'.
Las tribus que habitaron la región desarrollaron cierta unidad, manteniéndose aislada de otras poblaciones algonquinas. Convirtiéndose "Manahahtáanung"  En Manhattan y Metoac en Long Island en un pequeño proto-estado Hostil Con La Confederación iroquesa 

### El descubrimiento de la bahía de Nueva York

#### Giovanni da Verrazano
En 1523, Francisco I de Francia convenció al navegante florentino Giovanni da Verrazano de reunir una flota para descubrir un acceso marítimo a China por el océano Pacífico, pasando por el oeste. Verrazano obtuvo lo que deseaba y, a fines de 1523, se embarcó en Dieppe en una pequeña carabela, La Dauphine, acompañado por unos cincuenta hombres. Después de haber bordeado la costa atlántica, partió en rumbo al continente americano. En marzo de 1524, exploró las costas de Carolina del Norte, para luego continuar con la navegación hacia el norte. El 17 de abril de 1524, ancló cerca de la bahía de Nueva York, antes de continuar su ruta hacia el norte. 
Verrazano fue el primer explorador europeo en descubrir el lugar de la futura ciudad de Nueva York que bautizó como Nueva Angulema en honor de Francisco I, ex-duque de Angulema, quien había financiado su viaje. De regreso a Francia, Verrazano compartió sus descubrimiento con el rey y reunió los fondos necesarios para realizar un segundo viaje, que le permitiera continuar con su exploración; sin embargo, en un contexto político difícil marcado por derrotas militares contra el enemigo español, la exploración del Nuevo Mundo apareció como un objetivo secundario, por lo cual el explorador italiano tuvo que cancelar la expedición y entregar sus buques a la armada francesa.

#### Henry Hudson

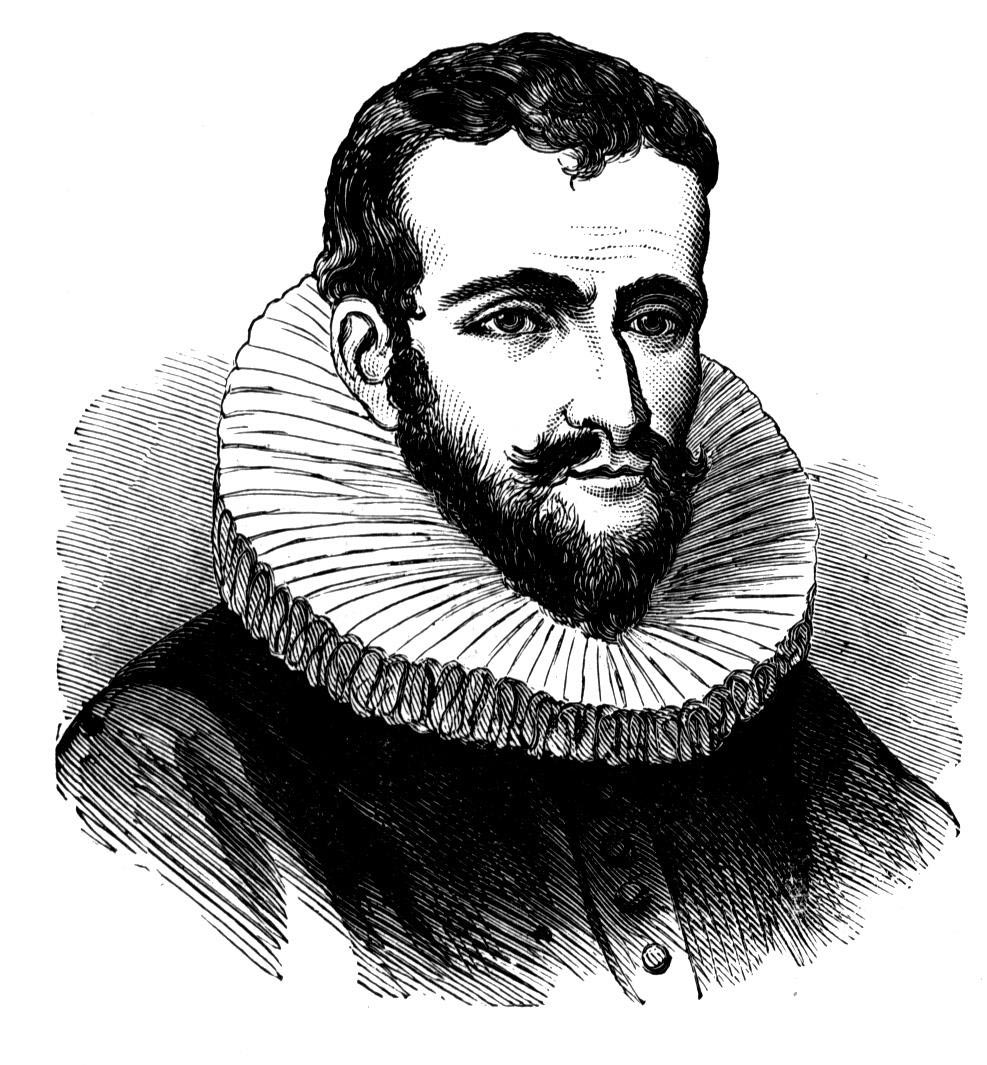
El navegante inglés Henry Hudson, primer aventurero que ingresó en la Bahía de Nueva York y que bautizó el río Hudson Noord.

A inicios de la era de conquista del Nuevo Mundo, solamente Inglaterra y los dos países de la península ibérica, España y Portugal, poseían los medios y conocimientos necesarios para realizar expediciones a América; sin embargo, los exploradores determinados a cruzar el océano Atlántico provenían de toda Europa, como lo muestran el Español Cristóbal Colón, y Giovanni da Verrazano, originario de Florencia. El inglés Henry Hudson formaba parte de estos navegantes veteranos, por lo que fue contratado por la Compañía Holandesa de las Indias Orientales, en nombre de Jodocus Hondius y de Petrus Plancius, para descubrir el Paso del Noroeste hacia Asia. Hudson ya había intentado en dos ocasiones descubrir este paso, pero en nombre de los ingleses de la Compañía de Moscovia en 1607 y 1608.
Una vez más, Hudson fracasó en el intento de encontrar el famoso paso, pero lejos de abandonar su expedición, siguió los consejos de otro explorador inglés, John Smith, se dirigió hacia Terranova a bordo de su navío de 80 toneladas, el Halve Maen ('Media luna', en neerlandés). Navegó hacia el sur buscando el legendario paso en cada estuario. El 2 de septiembre de 1609, Hudson ingresó a la bahía formada por el «Gran río de las montañas», es decir, la actual bahía de Nueva York. El 10 de septiembre, el explorador continuó su viaje avanzando en el estrecho y siguiendo el río que llevaría posteriormente su nombre: el río Hudson. Habiendo llegado según él al límite navegable del curso de agua, dio marcha atrás el 20 de septiembre. Hudson descubrió así el sitio de Nueva York en nombre de la Compañía Holandesa de las Indias Orientales que emprendió la colonización de la región quince años más tarde. Para los holandeses, el río que unía Fort Orange con Nueva Ámsterdam se llamaba North river (río del Norte).

## Nueva Ámsterdam: la colonización neerlandesa

### La fundación de Nueva Ámsterdam

#### Las primeras instalaciones (1613-1624)

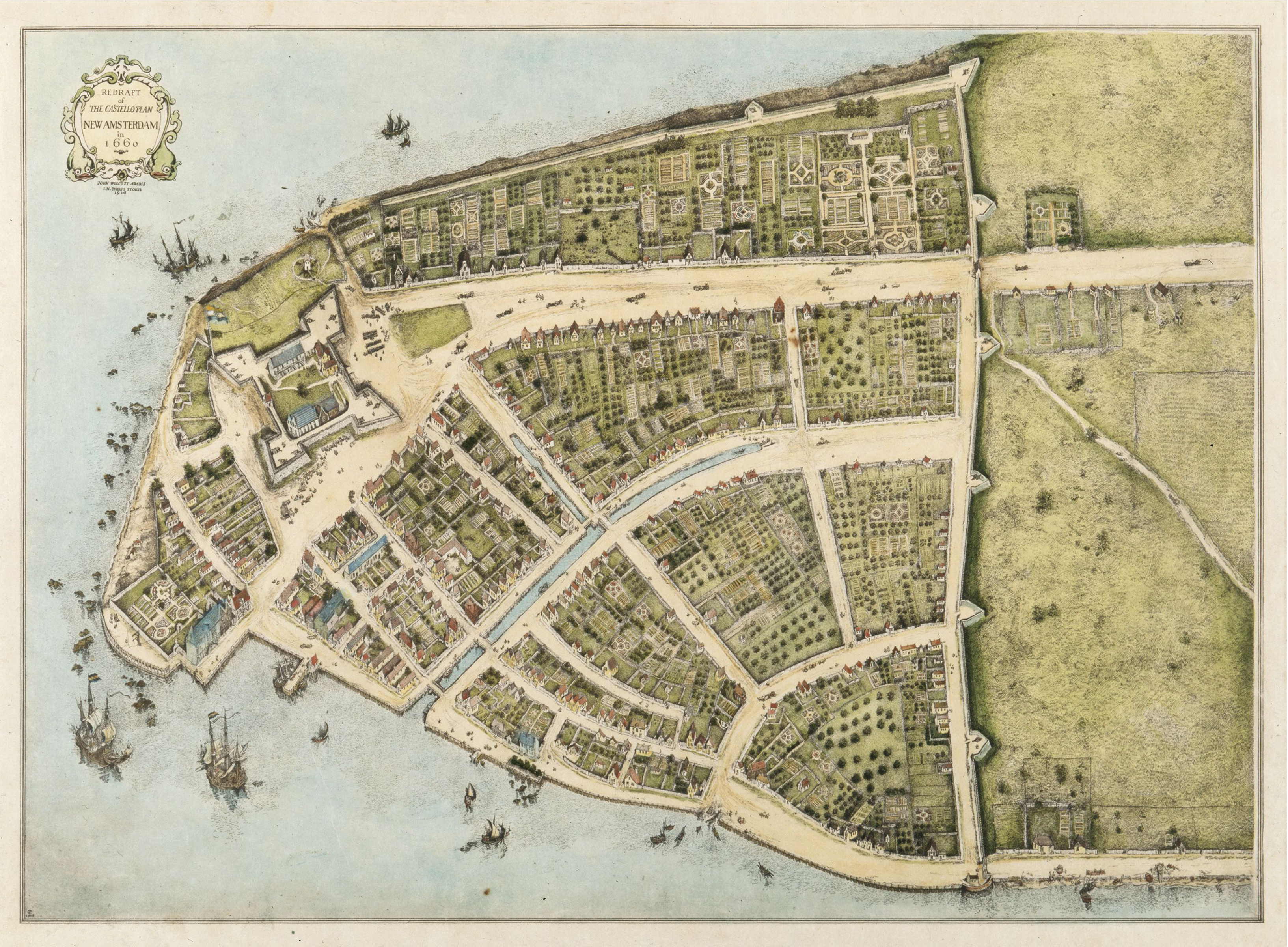
Plano del sur de Manhattan, ca. 1660.

La aventura neerlandesa en el Nuevo Mundo se inició cuando el navegante holandés Adriaen Block se instaló durante algunos meses en la isla de Manhatta en 1613. Su estadía en la isla se debió al incendio que inmovilizó su navío durante el invierno; sin embargo, al año siguiente, gracias a la ayuda de los pobladores autóctonos (descritos negativamente por los primeros neerlandeses que habían llegado al sitio), logró poner a punto su navío para regresar a Europa. En su viaje de retorno, cruzó el estrecho del actual río Este que bautizó como «La puerta del infierno» (HelleGat en neerlandés). Block llegó a la bahía por el estrecho que llamó Long Island Sound.
La colonia de Nueva Ámsterdam (Nieuw-Amsterdam en neerlandés) fue fundada en 1614; sin embargo, la isla de Manhattan, que será desde entonces el centro de establecimiento de los colonos, fue pobremente poblada durante los primeros años. Los exploradores pasaban de hecho más tiempo en los bosques y se concentraban río arriba del Hudson en la región de la actual capital del Estado de Nueva York, Albany.
La llegada de algunos colonos a Manhattan se inició en el mes de mayo de 1623, con el desembarco en los Nuevos Países Bajos de un navío de 260 toneladas que transportaba a treinta familias protestantes, entre las cuales se encontraban algunas familias valonas. Su grupo se componía de 110 hombres, mujeres y niños que aceptaron establecerse en la colonia recientemente fundada por un período de seis años. Estos colonos llevaron con ellos ganado, granos y útiles agrícolas.
Entre los exploradores, ocho hombres desembarcaron en la Governors Island para construir una fortaleza, mientras que otros comerciantes fueron enviados a otras colonias neerlandesas situadas en la región de Albany, en Fort Orange, a lo largo del río Delaware y del río Connecticut. Las condiciones de vida de estos primeros colonos eran particularmente difíciles, sobre todo durante los dos primeros años, antes de que otros colonos fueran enviados.
Así pues, los pasajeros no permanecieron juntos y se dispersaron en diversos lugares: ocho de entre ellos desembarcaron en la actual Governors Island que se llamaba en esa época la «isla de Nuez»; cuatro parejas y ocho marinos descendieron en la costa este del río Delaware para establecerse en las cercanías de la actual ciudad de Gloucester donde construyeron el Fort Nassau. Paralelamente, dos familias y seis hombres remontaron el río Hudson a bordo del Nieuw Nederlandt y desembarcaron en el emplazamiento actual de la capital del estado de Nueva York, Albany, donde fundaron Fort Orange.

#### La constitución de la colonia

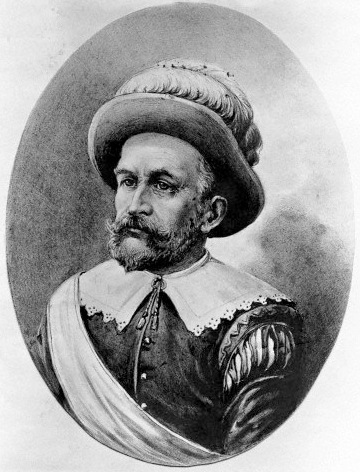
Retrato de Pierre Minuit.

En 1625, otras familias fueron enviadas a Manhattan en varios navíos. Entre los recién llegados se encontraba el ingeniero Crijn Fredericxsz que había sido encargado de dirigir la erección de una nueva fortaleza, pero que esta vez no estaría situado  en una pequeña isla de la bahía, sino en el extremo sur de la isla de Manhattan, cuya población crecería muy rápidamente los años siguientes. Desplazando así a las tribus asentadas en la región.  La dirección de los trabajos, inclusive de la elección del emplazamiento exacto de la construcción del fuerte, fueron atribuidos a Willem Verhulst, quien debía administrar la colonia. La vocación del fuerte no era exclusivamente militar, sino también civil, dado que debía acoger un mercado, un hospital, una escuela y una iglesia. Además de la construcción del fuerte, Fredericxsz se ocupó igualmente del establecimiento de un sistema catastral para paliar las dificultades de comunicación engendradas por las construcciones anárquicas de alojamientos para los colonos. Fredericxsz fue responsable también del origen de un eje de comunicación norte-sur que inspiró la futura Broadway, la De Heere Straet. Los primeros esclavos fueron enviados a la colonia para erigir el fuerte y construir más alojamientos. Su condición difirió muy poco de aquella que tuvieron en Europa.
La colonia de Nueva Ámsterdam surgió oficialmente en 1626 con la compra por parte de Pierre Minuit de la isla de Manhattan a los indios manhattes a cambio de abalorios y otras baratijas por el equivalente de 60 florines. Cuando Minuit llegó, encontró la colonia, poblada entonces por 270 personas, en un estado deplorable, lo que llevó a aplazar la construcción del fuerte concebido por Crijn Fredericxsz.
El costo de estas primeras expediciones en el Nuevo Mundo fue muy elevado y solamente las perspectivas de ganancias relacionadas con el comercio de pieles motivaron a los holandeses.

### La extensión de la presencia neerlandesa

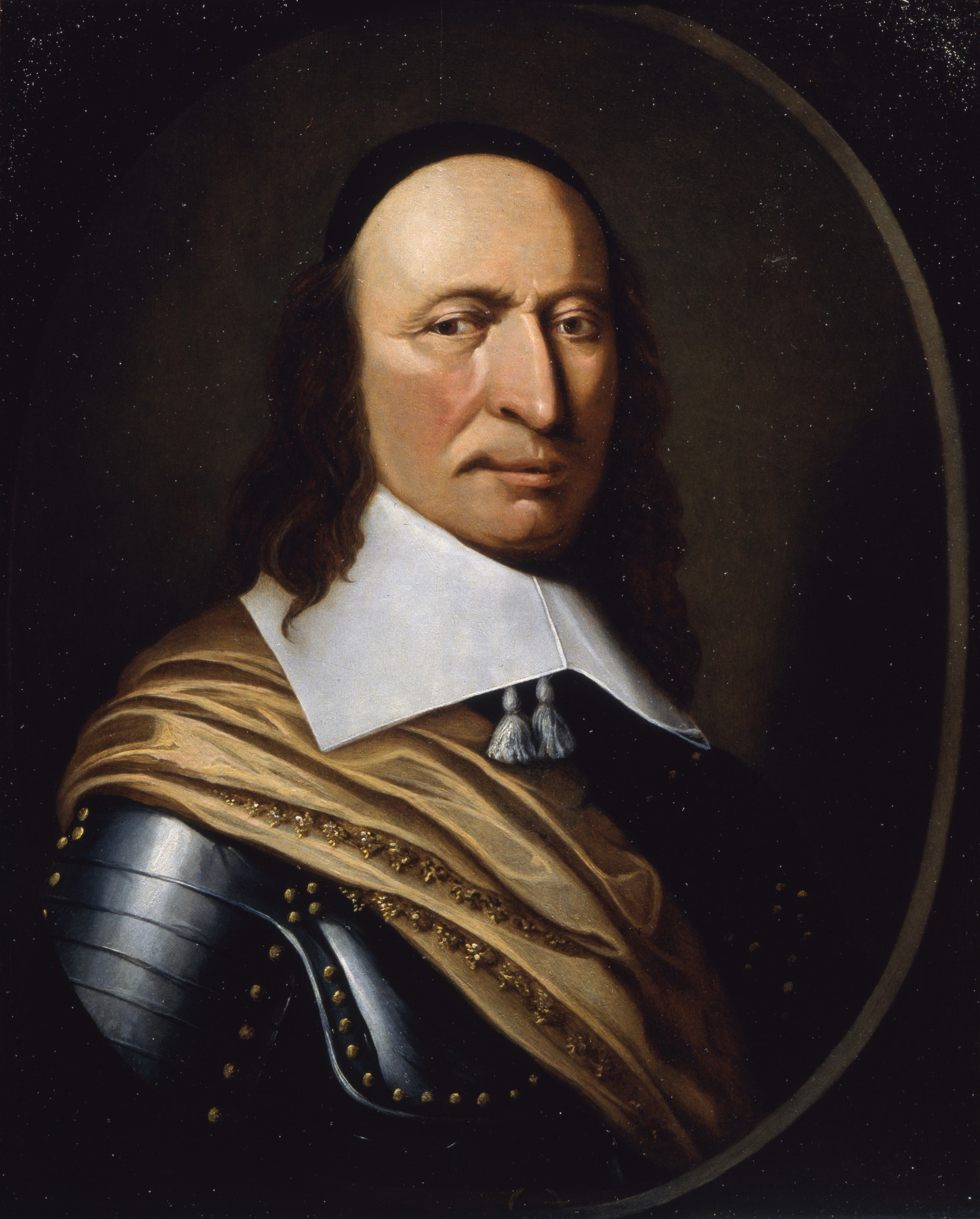
Peter Stuyvesant hacia el año 1660.

La colonia de Nueva Ámsterdam fue, así, fundada oficialmente por Pierre Miniut, quien había decidido repatriar a los colonos dispersos a lo largo del Delaware, Connecticut y Fort Orange, para concentrarlos en Manhattan. Pero esta colonia estuvo muy mal gestionada y su población, que provenía de diferentes países europeos tenía pena de caer en el desenfrenado consumo del alcohol. Los abusos de poder eran frecuentes y la Compañía de las Indias Occidentales perdió progresivamente su influencia sobre la colonia, lo que hizo que los ataques de los indios se multiplicaran.
La situación evolucionó en 1647, cuando Peter Stuyvesant fue nombrado director general de los Nuevos Países Bajos y de Curaçao. Constató que la colonia no contaba con una verdadera fortaleza para protegerse y que la inmoralidad, la embriaguez y los juegos de cartas constituían el día a día de los colonos. Entonces emprende un conjunto de proyectos de construcción que incluía puentes, escuelas, muelles. Igualmente, Stuyvesant emprendió obras para dotar a la ciudad de fortificaciones que defendieran a la población. El 2 de febrero de 1653, la ciudad se constituyó oficialmente en un municipio.
De 1640 a 1664, la colonia pasó de 400 a 1500 habitantes. El comercio con la colonia inglesa de Virginia y las Antillas se desarrolló. Además, exportaba madera, pieles y tabaco a la metrópoli. Incluso antes del fin del régimen neerlandés en 1674, el comercio de pieles había sido suplantado por la exportación de productos alimenticios y de tabaco.

## Siglosxviiyxviii: de la tutela inglesa/británica a la Independencia

### Dominación británica (1664-1775)
La rivalidad marítima entre neerlandeses e ingleses llegó a su fin con la victoria de estos últimos en América del Norte. El rey de Inglaterra Carlos II donó a su hermano Jacobo,duque de York, un vasto territorio que incluía la colonia neerlandesa. En 1664, Nueva Ámsterdam se rindió a los ingleses sin ofrecer resistencia. Esta fue inmediatamente rebautizada como «Nueva York» en honor del duque de York.
La ciudad se desarrolló rápidamente: en 1700, contaba con cerca de 5000 habitantes. El comercio se diversificó; la harina se convirtió en uno de los principales productos de exportación. Es por este motivo que, hasta la actualidad, las armas de Nueva York muestran, entre otras imágenes, un barril de harina. Al concluir la segunda guerra anglo-holandesa en 1667, con la firma del Tratado de Breda, se acordó de forma definitiva que la soberanía de la colonia correspondía a los ingleses, mientras que los holandeses recibieron a cambio Surinam. El auge económico comenzó alrededor de 1730. Puritanos ingleses que huían de las persecuciones religiosas en sus países de origen se instalaron en Nueva York, donde entablaron el comercio triangular al vender esclavos africanos a las Antillas y a las colonias británicas de Virginia, Maryland y las dos Carolinas.

### El replanteamiento de la supremacía británica  (1765-1785)

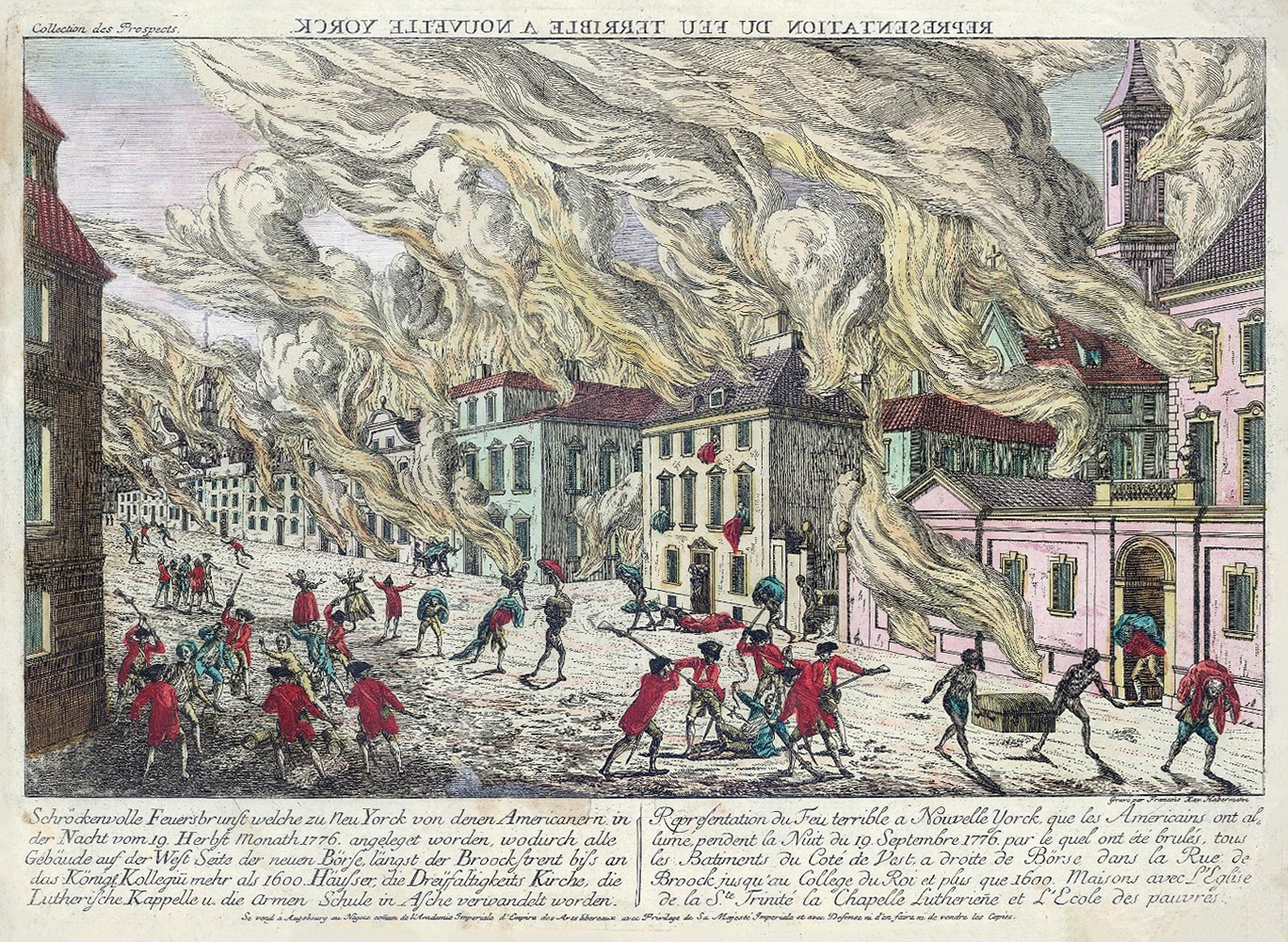
El Gran incendio de Nueva York (1776).

En 1765, el Parlamento británico aprobó la Stamp Act, por la cual imponía la utilización de timbres fiscales en los periódicos y documentos oficiales británicos en las Trece Colonias británicas en América. El establecimiento de esta nueva tasa provocó la reunión en Nueva York de los delegados de nueve de las trece colonias, quienes protestaron contra tal impuesto. Este impuesto fue derogado el año siguiente. El 24 de marzo de 1765, el Parlamento de Londres promulgó una primera Ley del Alojamiento (siendo la segunda aprobada en 1774), por la cual se exigía a las asambleas coloniales atender las necesidades de las tropas armadas británicas. La decisión provocó una serie de revueltas en las ciudades norteamericanas. En Nueva York, la asamblea se negó a financiar a las tropas y, como represalia, fue suspendida en diciembre de 1766.
Los comerciantes neoyorquinos desempeñaron un rol importante en los inicios de la lucha por la independencia, al organizar el boicot de los productos británicos en 1768. Asimismo, fue en Nueva York donde surgió el movimiento Hijos de la Libertad (Sons of Liberty). El gobernador británico fue expulsado en 1775, con lo cual la ciudad se adhirió a las trece colonias británicas rebeldes el 9 de julio de 1776.
Tras la derrota americana en el curso del asedio de Boston, el general George Washington se percató de cuál había sido la estrategia adoptada por los británicos: dividir las colonias por medio de la captura de los puertos y ríos estratégicos de la ciudad de Nueva York. Así, comenzó a fortificar la ciudad y tomó personalmente el control del Ejército Continental en 1776. En este contexto, tuvieron lugar cinco batallas de la guerra de independencia en la región de Nueva York, en particular la batalla de Brooklyn (algunas veces llamada Batalla de Long Island), el 27 de agosto de 1776. Los americanos vencidos se batieron en retirada hacia Manhattan. 
El 21 de septiembre de 1776, tras el desembarco de los británicos en Kips Bay y de la batalla de Harlem Heights, un gran incendio destruyó la cuarta parte de la ciudad. De este episodio, se recuerda la frase del joven capitán americano Nathan Hale, ejecutado por los británicos tras ser capturado en una misión de espionaje: «Mi único pesar es tener solo una vida que perder por mi país». La caída del Fuerte Washington el 16 de noviembre de 1776 marcó el inicio de la reocupación británica. La ciudad permaneció en manos británicas hasta el 16 de noviembre de 1783, fecha en la cual las últimas tropas británicas abandonaron Nueva York. Tal día, el Evacuation Day, ha sido, por tanto, celebrado durante décadas como una verdadera festividad. El fin de las hostilidades en 1783 hizo posible que George Washington entrara victorioso a Nueva York.

Bandera de los Hijos de la Libertad, que correspondía a las nueve colonias presentes en el congreso reunido para discutir sobre la Stamp Act.

Si bien los Hijos de la Libertad estuvieron muy activos en la ciudad y que una estatua de Jorge II fue derribada y, luego, fundida para fabricar municiones al momento de la Declaración de Independencia de los Estados Unidos, Nueva York albergaba sin duda más lealistas que cualquier otra ciudad de las trece colonias antes del inicio de las hostilidades. Después del inicio de la ocupación militar consecutiva a los primeros éxitos del ejército británico, se inició el éxodo del conjunto de patriotas y otros lealistas provenientes del resto de las colonias. Así, la ciudad se convirtió en un bastión profundamente lealista durante el resto de la ocupación británica, siendo el centro político y militar de las operaciones británicas durante el conflicto. 
Esta posición de centro de la actividad británica ubicó a Nueva York al interior de la red de información de George Washington. Los prisioneros americanos eran retenidos la mayor parte del tiempo en condiciones inhumanas en navíos-prisión británicos en plena descomposición, en las proximidades de la bahía de Wallabout. El hecho de mantener condiciones de encarcelamiento insoportables tenía como objetivo incita a los jóvenes soldados a enrolarse en la marina británica.

### Nueva York, capital de los Estados Unidos (1785-1790)

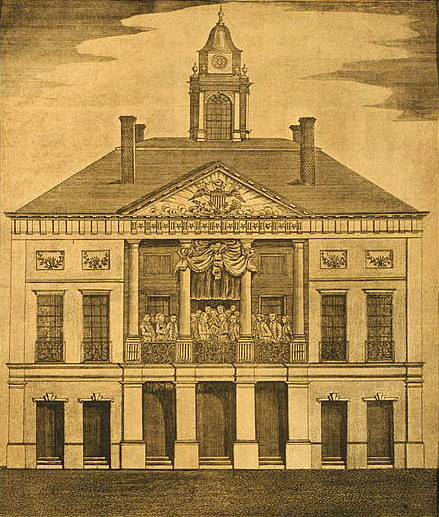
Federal Hall. Grabado de A. Doolittle, 1790.

En 1785, el Congreso Continental se instaló en Nueva York, que fungió desde entonces de capital provisoria de los Estados Unidos. Pero, bajo presión de Thomas Jefferson, el Congreso se trasladó a Filadelfia cinco años más tarde. En 1789, el primer presidente de los Estados Unidos, George Washington, prestó juramento sobre la Biblia en el balcón del Federal Hall, edificio renovado por el arquitecto francés Pierre Charles L'Enfant. En 1790, la sede del gobierno federal fue transferida a Filadelfia y, en 1797, el gobierno del estado de Nueva York se instaló en Albany. Desde entonces, únicamente su rol económico explicó el crecimiento de Nueva York. A partir de 1792 un grupo de comerciantes comenzó a reunirse bajo un árbol en Wall Street, prefigurando lo que se convertiría posteriormente en la Bolsa de Nueva York. Ese verano, una epidemia de fiebre amarilla provocó un éxodo de neoyorquinos en dirección a Greenwich Village.

## SigloXIXentre la influencia económica y la crisis violenta

### Las nuevas dinámicas de crecimiento y de urbanización
El siglo xix se caracterizó por un rápido crecimiento de la ciudad de Nueva York, lo que impuso el establecimiento de nuevas reglas en materia de habilitación urbana. De esta manera, en 1811, el Commissioners' Plan fue adoptado por las autoridades administrativas de la ciudad. Fue este texto fundacional que impuso el plan hipodámico de organización de la ciudad. Este plan preveía entonces la creación de dieciséis avenidas en la dirección norte-sur, cruzadas perpendicularmente por 155 calles en la dirección este-oeste, proyectos que fueron puestos globalmente en obra.
El Commissioners' Plan no tomaba en cuenta la construcción de Central Park; sin embargo, entre 1821 y 1855, el área metropolitana de Nueva York cuadruplicó su población. Como la ciudad se había ampliado, la gente tenía pocos espacios abiertos a los que acudir, e iba principalmente a los cementerios para alejarse de la ruidosa y caótica vida de la ciudad. Poco después, la necesidad por parte de la ciudad de Nueva York de poseer un gran parque público fue expresada por el poeta y redactor del entonces Evening Post (el ahora New York Post), William Cullen Bryant, y por el primer arquitecto paisajista norteamericano, Andrew Jackson Downing, que comenzó a hacer pública la necesidad que tenía la ciudad de un parque público en 1844. Un lugar elegante para la conducción al aire libre, como el Bois de Boulogne en París o el Hyde Park de Londres, fue el motivo por el que muchos neoyorquinos influyentes apoyaron la idea, y en 1853 la legislatura del estado de Nueva York dio 2,8 km², el área situada entre las calles 59 y 106, para la creación del parque, e impuso un presupuesto máximo de 5 millones de dólares. Otros grandes proyectos cambiaron también las decisiones previstas para el Plan, como la construcción del inmenso Rockefeller Center, de la Universidad de Columbia, de Times Square o incluso, más recientemente, del Lincoln Center.

### Un crecimiento económico excepcional

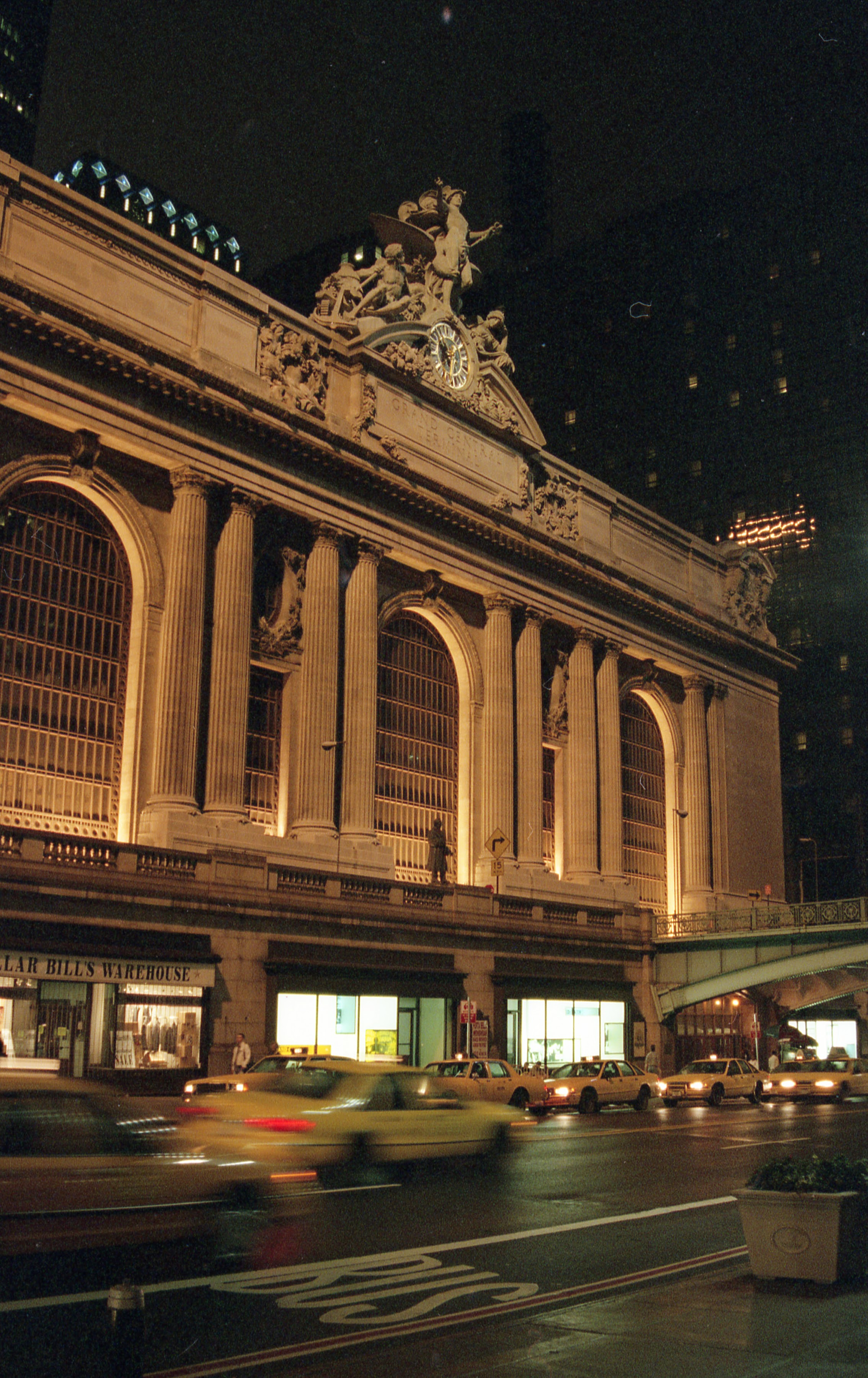
La estación Grand Central: los ferrocarriles estaban en el origen del desarrollo económico de Nueva York en el.

El desarrollo de Nueva York fue facilitado por la modernización y la extensión de las redes de transporte: el canal Champlain (1823) y el canal de Erie (1825) unían Nueva York con el interior y a Grandes Lagos. El canal que unía el río Delaware y Raritan en Nueva Jersey (1824) también comunicaba con Filadelfia al suroeste. Robert Fulton hizo navegar los primeros barcos de vapor sobre el río Hudson. Los enlaces ferroviarios se multiplicaron a partir de la década de 1830, y Cornelius Vanderbilt construyó la estación de Grand Central sobre la calle 42 en la década de 1870. Por la vía marítima, los transatlánticos unía Nueva York con Europa.
Nueva York afirmó rápidamente su vocación comercial gracias a su puerto. Alrededor de 1860, este último aseguró dos tercios de las importaciones y un cuarto de las exportaciones estadounidense. Para 1884, el 70% de las importaciones norteamericanas transitaban por el puerto de Nueva York. Las mercancías que pasaban por el puerto eran diversas: algodón, harina y carne eran enviadas a Europa. Telas, alcohol, azúcar, café, té, cigarros eran descargados en los muelles de la bahía. A fines del siglo xix, cuando Estados Unidos se convirtió en una potencia industrial de primer orden, los productos manufacturados representaban una parte creciente de sus exportaciones. El puerto de Nueva York creció en las décadas de 1850 y 1860, especialmente, en Brooklyn y en la orilla de Nueva Jersey. Los primeros muelles de embarque revestidos (los piers) aparecieron en los años 1870. Sobre el río Hudson, las instalaciones portuarias llegaban a la calle 70 de Manhattan a fines de siglo. En 1900, el puerto de Nueva York era el más importante del mundo.
Con la Revolución industrial y el auge industrial, las fábricas, manufacturas y talleres fueron cada vez más numerosos: en 1806, William Colgate abrió una fábrica de velas, de almidón y de jabón al sur de Manhattan; sin embargo, rápidamente hizo falta espacio en la isla y varias industrias se instalaron en las zonas periféricas. Las principales actividades de la aglomeración urbana estaban entonces relacionadas con el sector agroalimentario (refinerías de azúcar, mataderos, cervecerías, tabaqueras), el textil (talleres de confección, hilanderías), las construcciones navales e imprentas. Hacia 1900, Nueva York era la ciudad industrial más importante de Estados Unidos.
También fue en el siglo xix cuando Nueva York se posicionó como primer centro de negocios del país: la vocación financiera de la metrópoli se desarrolló con la creación del Bank of New York por Alexander Hamilton en 1784 y la apertura de la Bolsa de Nueva York en 1792. Más tarde, se fundaron bolsas especializadas (de granos en 1850; de algodón en 1868). Las casas de negocios se concentraron al sur de Manhattan. Aprovechando el dinamismo de los ferrocarriles, los bancos comerciales se multiplicaron, pasando de 25 en 1845 a 506 en 1883. Las grandes marcas como Macy's y Bloomingdale's aparecieron en la segunda mitad del siglo xix, cuando Broadway se convirtió en la arteria comercial de la ciudad.

### Una población creciente y diversa

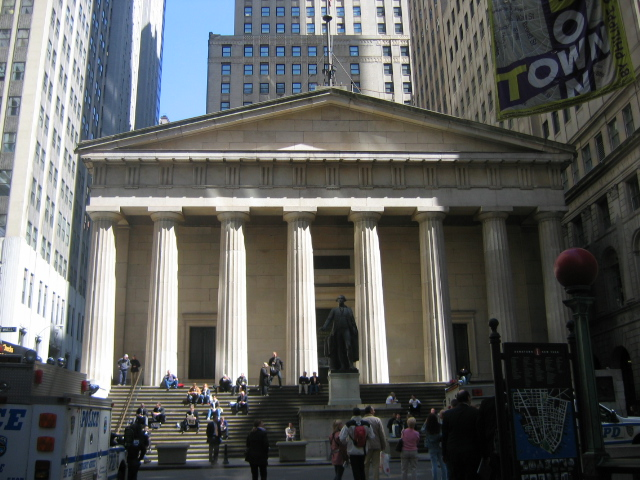
Federal Hall (1842), cerca de la bolsa.

A mediados del siglo xix, más de la mitad de los neoyorquinos habían nacido en el extranjero; entre 1820 y 1890, más de 10 millones de inmigrantes se instalaron en la metrópoli huyendo de la crisis económica y de las persecuciones que tenían lugar en Europa. Los inmigrantes más numerosos eran alemanes e irlandeses: los primeros abandonaron su país tras las Revolución de 1848 y los segundos a causa de la hambruna irlandesa. Surgieron barrios «étnicos» en Manhattan: por ejemplo, los alemanes se concentraron en el Lower East Side. La inmigración irlandesa condujo a la creación de nuevas parroquias católicas y de una arquidiócesis en 1850. Cada comunidad desarrolló sus redes de ayuda mutua, asociaciones y periódicos. A veces, las tensiones entre estos grupos degeneraron en revueltas, como aquellas de 1871 entre católicos y orangistas que tuvieron 65 muertos como resultado.
Frente a este crecimiento demográfico, las autoridades municipales extendieron al conjunto de la isla de Manhattan el plan de urbanización, desde 1811. En 1900, Manhattan estaba totalmente parcelada En el curso de la primera mitad del siglo, el crecimiento urbano fue interrumpido varias veces, con los incendios de 1835 y 1845 y por la crisis económica de 1837. Varios edificios fueron entonces reconstruidos de acuerdo al estilo neoclásico, como el Federal Hall (1842). Con el auge demográfico, la oferta de alojamiento fue rápidamente insuficiente. Los neoyorquinos más pobres vivían hacinados en departamentos estrechos e insalubres denominados tenements. Una ley de 1879 exigía que cada habitación tuviera, por lo menos, una ventana para mejorar la ventilación y la iluminación.

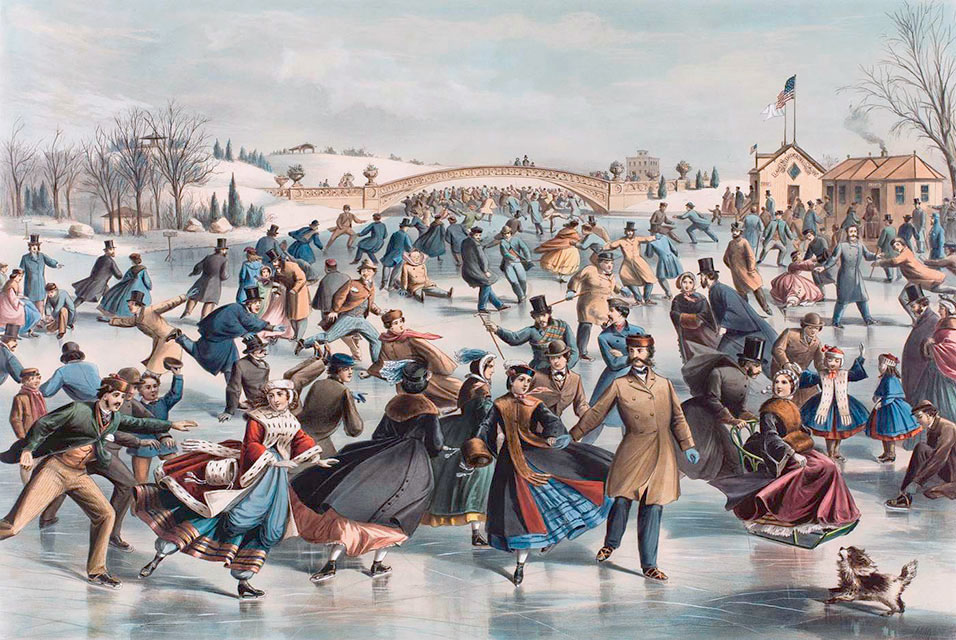
Central-Park, Winter: The Skating Pond, 1862.

La extensión urbana superó el límite de Manhattan: Jersey City y Newark crecieron gracias a las industrias y a los enlaces establecidos por el ferry. El barrio de Brooklyn adquirió el estatus de ciudad en 1834 y adoptó un plan de urbanismo ortogonal. La periferia de la ciudad fue estimulada por los trenes de cercanías. El transporte urbano se modernizó, pasando del bus a los tranvías hipomóviles y, pronto, al metro. 
Las desigualdades sociales eran importantes en el Nueva York del siglo xix: la cantidad de personas ricas aumentó y ciertos nombres se destacaron por su fortuna (Andrew Carnegie, John D. Rockefeller o John Jacob Astor). Se construyeron lujosas mansiones en Washington Square, Lafayette Place, la Quinta Avenida, en el barrio de Brooklyn Heights y en Marcus Garvey Park a fines de siglo. La burguesía vivía según los códigos de conducta de la sociedad victoriana. Una clase media de artesanos, contadores, vendedores, empleados emergía poco a poco. Con el desarrollo industrial de Nueva York, el número de obreros aumentó fuertemente, pasando de 30 000 en 1840 a 220 000 para 1880. Los obreros se reunían en las tabernas de Bowery. La ciudad presenció regularmente movimiento de huelgas como en 1833 y en 1836. Los problemas sociales fueron en parte solucionados por las iglesias y las asociaciones que se multiplicaron, como la Sociedad neoyorquina para la mejora de la condición de los pobres (1843).

### Nueva York durante la Guerra de Secesión

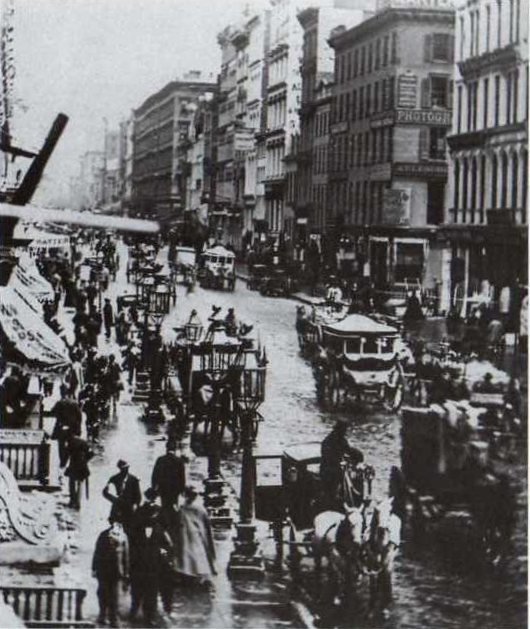
Broadway en 1860, un año antes del inicio de la Guerra de Secesión (1861-1865).

La ciudad de Nueva York desempeñó un rol fundamental en la Guerra de Secesión, al proporcionar tropas, mercaderías y equipos diversos al Ejército de la Unión. A pesar de todo, los fuertes vínculos comerciales existentes con los sureños crearon una disensión entre los habitantes, pues algunos tomaron partido por la Unión, mientras que otros lo hicieron por la Confederación. Estos disturbios civiles culminaron en 1863 con revueltas violentas como respuesta al llamado a la conscripción lanzado por Abraham Lincoln (los Draft Riots); sin embargo, la influencia de los políticos y periódicos neoyorkinos más importantes permitieron orientar a la opinión pública hacia el apoyo de la Unión y del presidente Lincoln. El puerto de Nueva York desempeñó igualmente un rol, debido a que el punto de ingreso permanente de inmigrantes provenientes de Europa, esencialmente alemanes e irlandeses, quienes a menudo se enrolaron en el Ejército de la Unión.

#### El inicio del conflicto
En el momento en que estalló la guerra, Nueva York era vista como una de las ciudades más poderosas de Estados Unidos, así como un verdadero «crisol de razas», de culturas y de opiniones políticas. El alcalde demócrata de la ciudad en esa época, Fernando Wood, era uno de los numerosos simpatizantes de los Estados Confederados. Por este motivo, sugirió que Nueva York hiciera su propia secesión a fin de poder continuar comerciando algodón con los estados del Sur. Mucho antes de la guerra, los demócratas ya habían ganado gran influencia en Nueva York, en particular, gracias al Tammany Hall.
La ciudad de Nueva York se proveyó progresivamente de medios de defensa contra los eventuales ataques sureños: numerosos fuertes que datan de fechas anteriores al conflicto fueron construidos para servir de murallas contra los asaltos enemigos. Asimismo, la ciudad se dotó de hospitales, campos de entrenamiento militar, como aquel de Riker's Island. El astillero de Brooklyn, el New York Navy Yard, fue también un lugar clave en la estrategia de la Unión.

#### El reclutamiento militar en Nueva York
A pesar de los numerosos cuestionamientos en contra de los llamados de voluntarios ordenados por Lincoln tras el bombardeo de Fort Sumter, los neoyorkinos se movilizaron en cantidad para enrolarse en el ejército o recaudar fondos o apoyo para las tropas recientemente incorporadas. En tres meses, los neoyorkinos recaudaron 150 millones de dólares para la guerra. A fines de 1861 se movilizaron 30 000 soldados solo en la ciudad de Nueva York y, a lo largo de la guerra, partieron alrededor de 100 000 soldados.
En 1862, George Opdyke Republicano, partidario de Lincoln desde varios años antes del conflicto y alcalde de Nueva York, movilizó a la ciudad para reforzar al ejército y evitar pánico en las zonas comerciales como Wall Street cuando los ejércitos de la Unión tuvieron dificultades. En especial, Opdyke hizo grandes esfuerzos en la movilización de los inmigrantes.

#### El episodio sangriento de losDraft Riots

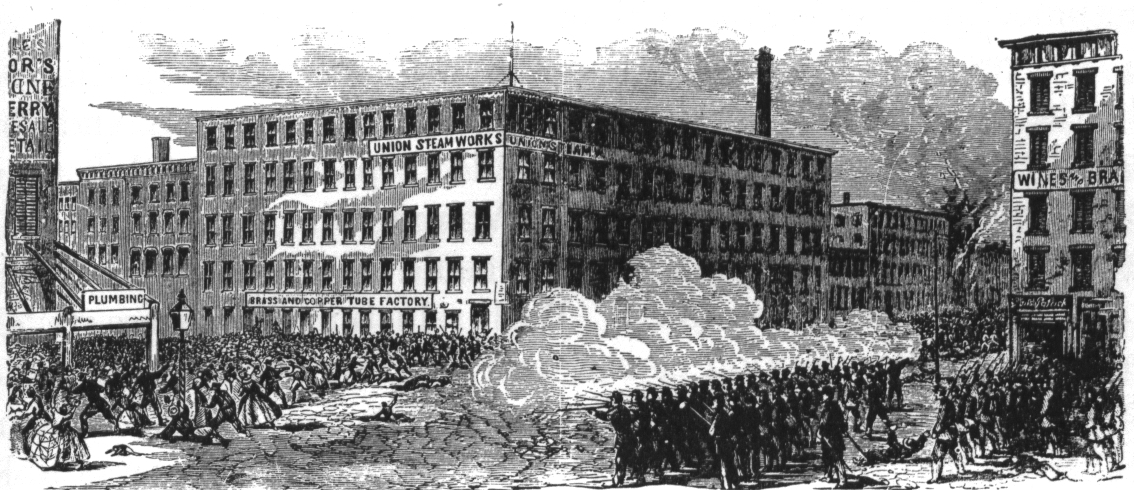
Draft Riots en Nueva York.

A pesar de haber logrado una movilización muy importante, la ciudad de Nueva York no apoyó la aplicación de nuevas leyes sobre el enrolamiento de los soldados, que permitían al Gobierno reclutar a soldados con edades de 18 a 35 años. Los neoyorquinos manifestaron con violencia su descontento en verdaderas «revueltas del enrolamiento» (Draft Riots), que se volvieron rápidamente a atacar a las poblaciones afroamericanas. Lincoln se vio forzado entonces a enviar tropas para aplacar las revueltas. Se desplegaron cinco regimientos federales en Nueva York para restablecer la calma. El resultado fue una centena de muertos.

### Gestión de la ciudad y nacimiento del Central Park
Después de la guerra, el flujo de inmigrantes europeos aumentó. Para administrar esta inmigración, se construyó un centro de tránsito en la isla Ellis, cercana a la isla de la Libertad donde se encuentra la Estatua de la Libertad.
Desde 1821, el sufragio censitario fue abolido en el estado de Nueva York: el cuerpo electoral se amplió y las elecciones a la alcaldía de Nueva York de 1834 se llevaron a cabo por sufragio directo. En 1844 se creó una policía municipal, el New York City Police Department, que existe hasta la actualidad bajo la misma denominación. Después de las epidemias de cólera de 1832 y 1866, la municipalidad de Nueva York decidió dedicar recursos a la canalización del agua y de las aguas residuales: se creó un servicio de alcantarillado en 1849 y se abrieron baños públicos en la década de 1850. En 1842 se puso en obras un acueducto a fin de traer el agua del río Croton, un afluente del Hudson, a la ciudad.
Frente a la urbanización galopante de Manhattan, se alzaron muchas voces para reclamar la creación de un espacio verde, a imagen del Bosque de Boulogne en París o de Hyde Park en Londres. Entre quienes reclamaban la habilitación de un parque, se encontraba el paisajista Andrew Jackson Downing y escritores como George Bancroft y Washington Irving. El poeta y periodista del New Evening Post, William Cullen Bryant, quien era una de las personas a favor del proyecto, exigía así que:

La municipalidad abra un parque, un gran parque, un verdadero parque que, para la sana diversión del pueblo, lo aleje del alcohol, del juego y de los vicios, para educar en las buenas maneras y en el orden.[cita requerida]

En 1850 propuso que la municipalidad comprara una parcela que calificó de «tierra yerma, fea y repugnante», sobre la cual el proyecto podría salir a la luz, lo que se hizo en 1853. En 1857 se organizó un concurso para diseñar los planos del parque, en el cual venció el proyecto del Greensward Plan, elaborado por el escritor Frederick Law Olmsted y el arquitecto británico Calvert Vaux. El parque convertido en Central Park fue terminado en 1873, luego de trece años de trabajos y se convirtió desde su inauguración en uno de los lugares de parada de la ciudad. La inauguración del zoológico de Central Park en 1864 contribuyó igualmente con su popularidad.
En 1898, la ciudad de Nueva York se organizó administrativamente tal y como se la conoce hoy en día. La fundación de la City of Greater New York (la «Gran Nueva York»), que reunía a la ciudad de Nueva York, el Kings County (Brooklyn), Queens y el Richmond County (Staten Island) establecía igualmente el principio de los distritos (boroughs). Véase Manhattan, Brooklyn, Bronx, Queens o Staten Island.

### Desarrollo de la cultura

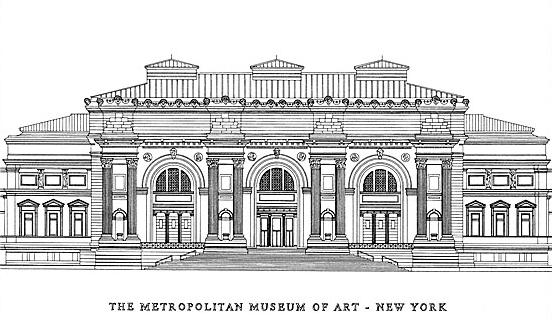
Fachada del Metropolitan Museum of Art, construido en 1870, símbolo de la naciente influencia cultural de Nueva York.

Fue también en la segunda mitad del siglo xix cuando se creó la mayor parte de instituciones culturales de Nueva York (Metropolitan Museum of Art en 1870, Metropolitan Opera en 1883, American Museum of Natural History en 1877, New York Public Library en 1895, Brooklyn Museum en 1895-1915) y nueva infraestructura civil, como el puente de Brooklyn, terminado en 1883.
Asimismo, aparecieron universidades: la Universidad de Nueva York (1831), el City College of New York (1847). Por su parte, la Universidad de Columbia, fundada en el siglo xviii, se diversificó al abrir una escuela de Derecho (1858) y una escuela de Ciencias Políticas (1880).
Las grandes fortunas de Nueva York patrocinaron obras de filantropía. Entre 1888 y 1908, las finanzas de la ciudad aumentaron en un 250%. Así también, en el siglo xix, la aglomeración urbana se dotó de periódicos prestigiosos: el New York Herald Tribune (1833) y el New York Times (1851), mientras que la prensa popular se desarrolló en torno a The Sun.

## Sigloxx: La construcción accidentada de una «ciudad-mundo»

### La necesaria modernización de los transportes
En la primera mitad del siglo xx la ciudad se convirtió en un centro de envergadura internacional a nivel industrial, comercial y para las comunicaciones. El Interborough Rapid Transit, la primera compañía de metro, apareció en 1904 y fue seguida por la reconstrucción del Grand Central Terminal en 1913. La autoridad del puerto de Nueva York surgió en 1921 y emprendió la construcción del George Washington Bridge, inaugurado en 1931. La alta densidad de tráfico automóvil llevó a la municipalidad a trazar un nuevo plan de urbanismo y a unir Manhattan por medio de nueva infraestructura: el Túnel Holland fue edificado entre 1920 y 1927 y vías rápidas (parkways) circundaron poco a poco a la isla.

### La aparición de los rascacielos

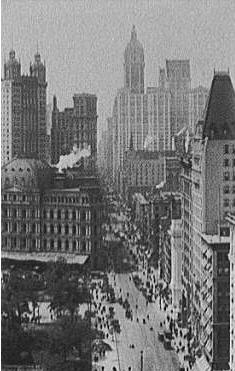
Broadway en 1909.

Desde 1902, se construyó el primer rascacielos en Nueva York: el edificio Flatiron. Posteriormente, con la proliferación de las sedes centrales de empresas y la falta de espacio en Manhattan, la arquitectura del sur de la isla se hizo más y más vertical. Así, el Metropolitan Life Tower, construido en 1907, tenía 213 metros de altura y 50 plantas. El edificio Woolworth, culminado en 1913, medía 241 metros con 57 pisos y se mantuvo como el inmueble más alto del mundo hasta 1930. Para 1929, Nueva York ya contaba con 188 edificios de más de 20 pisos. A partir de la década de 1920, se construyó un segundo distrito de negocios más al norte, en Midtown.
A partir de 1930, la mayor parte de los rascacielos más altos del mundo fueron edificados en el estilo art déco: el edificio Chrysler y el Empire State fueron claros ejemplos. Rápidamente, varios arquitectos estadounidenses, como Louis Sullivan, criticaron esta nueva arquitectura vertical. La elevación vertiginosa de los edificios impedía que la luz del sol llegara al suelo. El plan ortogonal acarreó una congestión del tráfico. 
Por último, surgieron nuevos problemas de seguridad, en particular, en materia de incendios. Desde 1916, para responder a estas dificultades, se aprobó en Nueva York una ley sobre la zonificación (Zoning Law). El reglamento obligaba a los arquitectos a adaptar la altura de los edificios a la anchura de las calles y permaneció en vigor hasta 1961. La aplicación de este reglamento dio lugar a la construcción de edificios de forma piramidal como el Seagram Building (de Ludwig Mies van der Rohe y Philip Johnson, 1958) que procuró un retiro de 28 metros respecto a Park Avenue.

### El pueblo neoyorquino y el crisol de culturas
Desde las primeras décadas del siglo xix, la inmigración cambió de naturaleza: desde entonces, aportaba a Nueva York europeos del sur (italianos) y del Este (polacos y rusos). Los flujos internos correspondían a los afroamericanos hasta entonces poco numerosos en la ciudad y a los portorriqueños. A inicios del siglo xx, seis adolescentes de cada diez en Nueva York tenía al menos un padre de origen extranjero. Al cambiar el siglo, Manhattan era así un verdadero mosaico de culturas: los rusos y polacos dominaban el sudeste de la isla, los italianos estaban presentes un poco por todas partes, los irlandeses ocupaban Midtown oeste, mientras que los checos y los húngaros se instalaron sobre todo en el Upper East Side. El 1 de abril de 1892, la isla Ellis abrió oficialmente y se convirtió en una verdadero puerta de ingreso al Nuevo Mundo para millones de inmigrantes. La isla recibió a alrededor de 12 millones de personas desde su apertura el 1 de abril de 1892 hasta su clausura el 11 de septiembre de 1954.

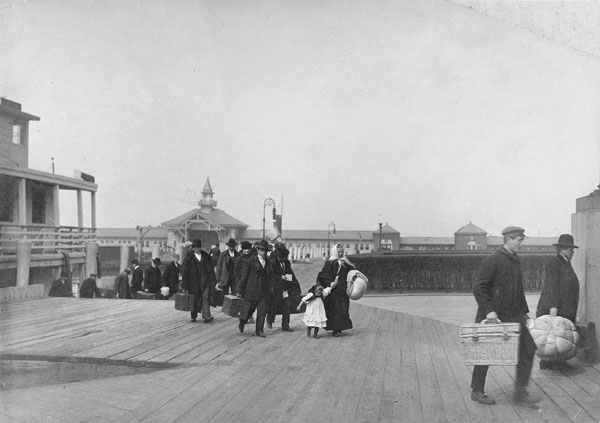
Inmigrantes desembarcando en la isla Ellis en pos del sueño americano en 1900.

Uno de los fenómenos más destacables de esta inmigración era que todos estos pueblos europeos tendían a uniformisarse en torno a un modelo de «Anglo Conformity», perdiendo una parte de su identidad cultural a cambio de una promesa de movilidad social que era, a menudo, imposible de obtener. Fue en esta época que Israel Zangwill habló por primera vez del «crisol de razas». Luego, fueron los judíos que fugaban de los pogromos en Europa quienes se instalaron en el Lower East Side y en Brooklyn. Más tarde, los judíos que fugaban del régimen nazi se instalaron en gran cantidad en Washington Heights. Los afroamericanos del sur del país se reagruparon en los barrios de Harlem o de Bedford-Stuyvesant que se convirtieron en los años 1940 en una especie de guetos.
A fines del siglo xix y a inicios del xx, a raíz de los informes y la presión de las asociaciones, la cuestión del alojamiento popular se convirtió en un tema de preocupación. La inmigración misma entró en debate, como lo testifica el discurso de Frank P. Sargent, supervisor general de la inmigración en la isla Ellis:

The time has come when every American citizen [...] must regard with grave misgiving the mighty tide of immigration that, unless something is done, will soon poison or at least pollute the very fountainhead of American life and progress. Big as we are [...] we cannot safely swallow such an endless-course dinner [...] without getting indigestion and perhaps national appendicitis.
Ha llegado la hora en que cada ciudadano estadounidense [...] debe considerar con profundas dudas la poderosa ola de inmigración que, a menos que se haga algo, pronto envenenará o, al menos, contaminará la fuente misma de la vida americana (American life) y del progreso. Grandes como somos [...] no podemos engullir sin peligro tal comida, cuya sucesión de platos nunca se detiene, [...] sin sufrir una indigestión y quizás una apendicitis nacional.

Se pusieron en funcionamiento, primero, un departamento municipal de tenements y, luego, la New York City Housing Authority. Durante la década de 1920 se destruyeron unas 40 000 casas de vecindad y, en su lugar, se construyeron alojamientos sociales. La Gran Depresión echó a la calle a miles de neoyorquinos, algunos de los cuales habitaron en los refugios de Central Park. La ley Wagner-Steagall ocasionó la proliferación de grandes conjuntos habitacionales.

### Nueva York, foco cultural y deportivo de envergadura nacional
Nueva York se convirtió en un centro artístico principal, en especial, con las comedias musicales de Broadway, Tin Pan Alley y el Renacimiento de Harlem. Este rol aumentó hacia fines de los años 1930 con la afluencia de refugiados políticos europeos que incluían a gran cantidad de intelectuales, músicos y artistas.
Fue en la zona de Greenwich Village donde se reunieron los artistas y los escritores. El lugar era frecuentado por los homosexuales, vanguardistas y los contestatarios. Las galerías y los talleres fueron los lugares privilegiados de la evolución de la pintura: en Greenwich Village trabajaron los pintores realistas (Thomas Benton, Edward Hopper) y modernos (Jackson Pollock, Willem de Kooning).
Con el Armory Show (1913), la inauguración del Museo de Arte Moderno de Nueva York (1929), del Whitney Museum of American Art (1931) y del Solomon R. Guggenheim Museum (1937), Nueva York se convirtió en una de las capitales mundiales del arte moderno. Esta posición fue reforzada por la afluencia de artistas, músicos y escritores europeos durante la Segunda Guerra Mundial (Marc Chagall, Béla Bartók, Hannah Arendt).
Durante la primera mitad del siglo xx, Nueva York fue un centro importante para los medios de comunicación: la metrópoli contaba con numerosas agencias de información y de periódicos prestigiosos. En la década de 1920, aparecieron los primeros tabloides, mientras que en los años 1930 las cadenas de radio CBS y NBC se instalaron en el Rockefeller Center que fue pronto apodado « Radio City. » Se habilitaron dos teatros en el complejo: el Radio City Music Hall que era el más grande con casi 6000 asientos; y el RKO Roxy o Center Theater que contaba con 3509 asientos y que fue destruido en 1954. A pesar de la competencia de Los Ángeles, Nueva York siguió siendo hasta 1945 un centro cinematográfico importante: ejercía el control financiero de la industria del séptimo arte, producía películas en sus estudios y poseía muchas salas de proyección.
Desde el punto de vista deportivo, el siglo xx consagró a Nueva York como una de las capitales estadounidenses del deporte. Desde 1905, el Abierto de los Estados Unidos se instaló en el suburbio de Nueva York, en Forest Hills, Queens). Además, en todas las principales disciplinas nacionales, los clubes neoyorkinos brillaron, en particular, con los New York Yankees en béisbol y los New York Giants en fútbol americano.

### Problemas sociales del período de entreguerras

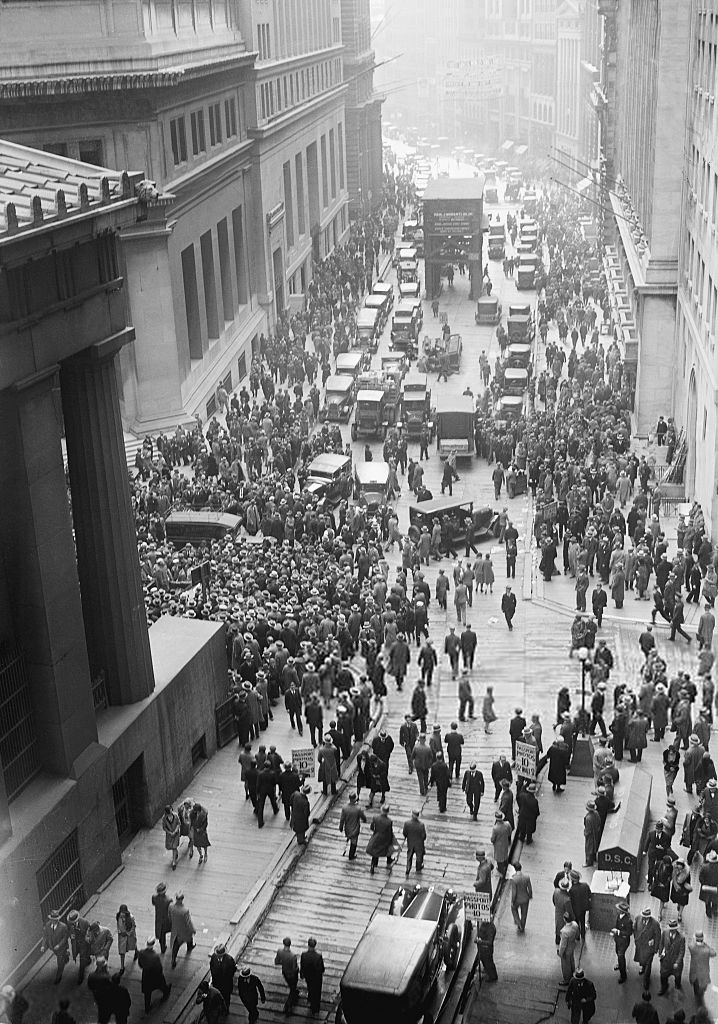
La multitud se arremolina frente a la bolsa el día del Crack del 29, marcando el inicio de la Gran Depresión.

En 1919, Nueva York fue sacudida, como otras ciudades en todo el país, por huelgas masivas: de los estibadores en enero, de los actores en agosto y de los bomberos en septiembre. Los obreros reclamaban aumentos de salario para compensar la inflación, así como mejores condiciones laborales. El 16 de septiembre de 1920, una bomba voló la sede de la compañía JP Morgan Inc. en Wall Street, con 38 muertos y 200 heridos como resultado.
Los años 1920 también estuvieron marcados por la prohibición, la apertura de los speakeasies, establecimientos de venta y consumo de bebidas alcohólicas, así como por los bootleggers o contrabandistas de alcohol. Numerosos bares y clubes de Harlem, exclusivos para blancos, eran entonces controlados por las mafias judía e italiana. En particular, el gánster «Dutch» Schultz controlaba la producción y distribución de las bebidas espirituosas en el vecindario. El famoso padrino de la mafia italiana, Lucky Luciano, fue quien comandó su ejecución en 1935.
La Gran Manzana no escapó de la Gran Depresión; fue además en la bolsa de Wall Street donde se manifestó el crack del 29 que antecedió a la crisis mundial. El desempleo y la pobreza aumentaron rápidamente y se desarrollaron chabolas entre la calle 72 y la 110. En marzo de 1930, el Partido Comunista estadounidense organizó una manifestación que reunió a unas 35 000 personas en las calles de Nueva York. En marzo de 1936, uno de cada cinco neoyorquino recibía ayuda pública. Los diferentes programas de la Works Progress Administration, la principal agencia instituida en el marco del New Deal de Roosevelt, daba trabajo a centenares de miles de personas. Fiorello LaGuardia, alcalde de Nueva York de 1934 a 1945, marcó la historia de la ciudad debido a su popularidad. que le valió el sobrenombre de «Pequeña flor» y buenos resultados electorales. En 1935, se construyó el primer complejo de viviendas sociales de Estados Unidos.
Durante la Segunda Guerra Mundial, la ciudad de Nueva York sufrió ciertas mutaciones debido a la amenaza alemana; los navíos temían ser atacados por los U-Boots y se establecieron barricadas en varios edificios, en especial, a nivel de las ventanas, por miedo a los bombardeos alemanes que no tuvieron lugar finalmente. Desde el punto de vista de la producción de artefactos militares, el New York Navy Yard, como principal astillero naval, fue ubicado en el centro de la estrategia defensiva de Estados Unidos, lo que se manifestó con un crecimiento sustancial de la producción de navíos de guerra. Globalmente, Nueva York no sufrió mucho por el conflicto, sino que, por el contrario, su rol en las relaciones internacionales aumentó una vez que la guerra terminó, en especial, con la instalación en 1951 de la sede de la Organización de las Naciones Unidas en Turtle Bay, Manhattan.

### Nueva York de 1945 a la década de 1970: la aparición de un reto multifacético

#### La evolución cultural
Después de la Segunda Guerra Mundial, Nueva York experimentó un relativo declive, perdió habitantes y su maquinaria industrial comenzó a envejecer. Varias fábricas se trasladaron en la primera mitad del siglo xx hacia el cinturón urbano próximo (en Nueva Jersey, por ejemplo). La crisis de los años 1960-1970 engendró los terrenos industriales abandonados en el Bronx y Queens. Así, el astillero de Navy Yard cerró sus puertas en 1966. Entre 1953 y 1992, Nueva York perdió unos 70.000 empleos industriales. El puerto de Nueva York perdió importancia.
Nueva York reforzó su posición mundial durante las décadas de 1950 y 1960. Así, en 1951, acogió a las instituciones permanentes de la ONU. La Exposición Universal de la Feria mundial de Nueva York de 1964 en el parque de Flusing Meadows atrajo a millones de visitantes. Nueva York se afirmó como capital del expresionismo abstracto, rivalizando con Londres en el mercado del arte. El barrio de Greenwich Village sigue siendo uno de los centros culturales de la ciudad que se convirtió en un distrito histórico de SoHo en 1973. La contracultura en las letras y artes floreció en Nueva York. El Off-off Broadway ofrecía una alternativa al teatro comercial. El Pop Art denunció a la sociedad de consumo. Andy Warhol (1928-1987) estableció su estudio en la calle 47. Frank Stella (nacido en 1936) experimento con el minimalismo, mientras que Christo (nacido en 1935) propuso a los neoyorkinos obras efímeras. Los frescos murales proliferaron sobre las paredes de la ciudad. La cultura de la calle (grafiti, hip-hop) tuvo su auge en la década de 1980.
En el campo de la cultura, Nueva York veía cada vez más competencia de otros centros en el país, en particular los de Sun Belt: a partir de los años 1950, Hollywood se convirtió en la capital de la producción cinematográfica. La prensa neoyorquina debió hacer frente a nuevos rivales, tales como Los Angeles Times o The Washington Post.

#### El movimiento de los derechos civiles
Con el cambio de política migratoria, Nueva York se volvió nuevamente cosmopolita. Desde los años 1970, se formaron nuevos barrios étnicos. Pero los años 1960 estuvieron también marcados por las tensiones raciales y Nueva York se impuso rápidamente como un lugar clave del Movimiento por los derechos civiles en Estados Unidos. Este movimiento se manifestó en particular en el barrio de mayoría afroamericana de Harlem, sea pacíficamente a través de la NAACP o la UNIA o bien de manera violenta como la organización de Malcolm X, Nación del Islam. Harlem fue así autoproclamado  «corazón espiritual de la protesta y del movimiento negro» (The spiritual home of the Negro protest movement) desde la llegada de las primeras poblaciones afroamericanas.
Entre los eventos más destacables del movimiento, se pueden citar las revueltas de julio de 1964 y las diversas manifestaciones sociales (huelga de transporte en 1966, manifestaciones contra la guerra de Vietnam). La municipalidad encargó a Robert Moses la tarea de destruir los btugurios, renovar ciertas manzanas y construir algunos bloques de viviendas sociales. En 1968, Harlem presenció nuevos disturbios tras el asesinato de Martin Luther King.
Entre 1940 y 1990, Manhattan perdió 500 000 habitantes; Brooklyn, 400 000; y el Bronx, 300 000. No obstante, los suburbios residenciales siguieron extendiéndose gracias a la red de autopistas y a la construcción de nuevos puentes, como el puente de Verrazano Narrows en 1964. La ciudad se transformó igualmente para hacer frente al incremento del tráfico automóvil: los estacionamientos se multiplicaron y la Quinta Avenida pasó a tener un solo sentido.

### Las décadas de 1970 y 1980: Nueva York en agitación
La década de 1970 se considera a menudo el punto bajo de la historia de Nueva York, debido a las elevadas tasas de criminalidad con diversos trastornos sociales que se iniciaron en la década anterior, en particular con los disturbios de Stonewall en 1969. En un contexto de estanflación en Estados Unidos y, paralelamente, de mantenimiento de un gasto social elevado en Nueva York, los gastos de la municipalidad explosionaron, conduciendo al Estado federal a romper compromisos. Luego, la desindustrialización y la caída demográfica empujaron a la ciudad al borde de la quiebra. Muchas infraestructuras urbanas fueron abandonadas por falta de subvenciones. Al mismo tiempo, en 1973, fue inaugurado el inmenso World Trade Center con una ceremonia grandiosa. Pero la proliferación de préstamos a corto plazo entre 1965 y 1975 provocó un endeudamiento considerable. La crisis del petróleo de 1973 empeoró la situación. Varias zonas se hundieron, entonces, en la criminalidad y el narcotráfico, como Harlem o South Bronx, a pesar de los esfuerzos del gobierno federal. El fenómeno estuvo acompañado incluso de una caída brutal de la población que llegó al 27% en East Harlem. A pesar de todo ello, la ciudad evitó la bancarrota gracias a un préstamo federal. En 1977, se produjo un apagón en toda la ciudad del 13 al 14 de julio, lo que provocó saqueos y múltiples desórdenes sociales.
El rebote de Wall Street, en los años 1980, aun con el crack de 1987, permitió a Nueva York retomar su rol de liderazgo en la esfera económica y financiera mundial y el equilibrio presupuestario de la ciudad fue restablecido en 1981. La reactivación de la inmigración estimuló igualmente el crecimiento económico. Pero, a pesar de un descenso en las cifras de desempleo, Nueva York padeció todavía de una reputación de ciudad peligrosa. Además, los años 1980 estuvieron también marcados por las tensiones raciales que condujeron, en particular, a agresiones, una de las cuales resultó en la muerte de tres afroamericanos en los «barrios blancos».
La situación comenzó a mejorar con la elección de David Dinkins como alcalde, primer alcalde afroamericano de la ciudad, incluso si su gestión de ciertos incidentes como los disturbios de Crown Heights le valieron vivas críticas.

### La Nueva York de Giuliani: de la inseguridad a la serenidad

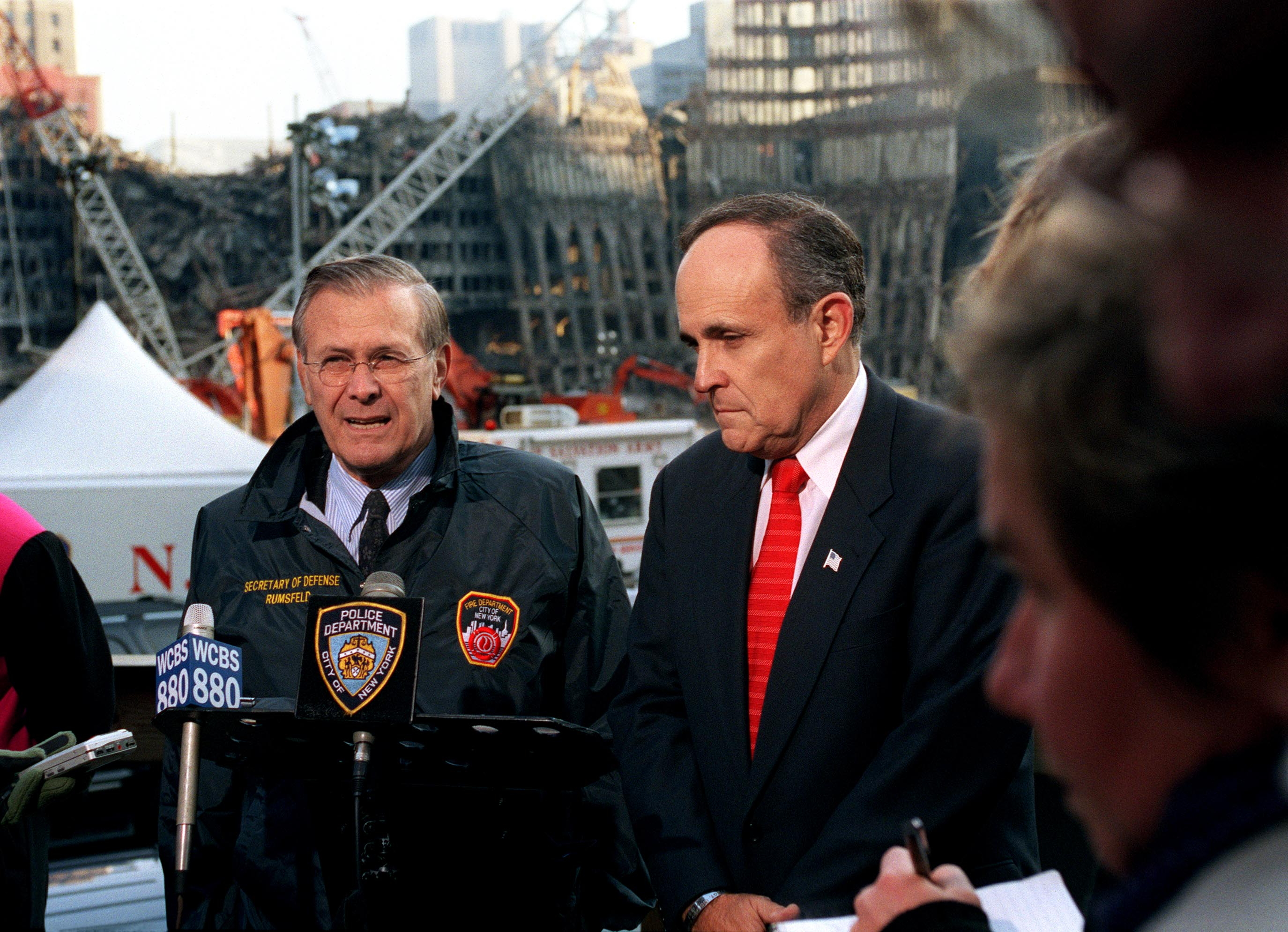
El secretario de Defensa de los Estados Unidos, Donald Rumsfeld, y el alcalde Rudolph Giuliani sobre el sitio del World Trade Center en Manhattan, 14 de noviembre de 2001.

Los años 1990 en Nueva York estuvieron marcados por un primer atentado terrorista contra el World Trade Center, llevado a cabo el 26 de febrero de 1993, cuando un camión cargado con 680 kg de explosivos de nitrato estalló en un estacionamiento subterráneo de la Torre Norte, teniendo como resultado 6 muertos y 1042 heridos. La extensión de los daños, un cráter de 30 por 60 metros a través de 5 niveles del subsuelo y la incertidumbre con respecto a los daños padecidos por las columnas centrales (aunque una sola fue ligeramente afectada) hicieron que las dos torres permanecieran cerradas por varios meses. Según el arquitecto del World Trade Center, la torre habría colapsado si el camión hubiera sido colocado cerca de las bases.
En 1994, año de inicio de funciones de Rudolph Giuliani, Nueva York estaba atravesando por una crisis profunda debido a varias tensiones raciales que muchos creían no tener remedio; sin embargo, en espacio de unos años, Giuliani, personaje menospreciado por la prensa y conocido por su franco hablar, logró convertir a la Gran Manzana en una ciudad segura y atractiva para los inversionistas. Así, Giuliani se involucró en todos los frentes, luchando contra las mafias familiares en los barrios sensibles y contra los delitos de iniciados en Wall Street. La mayor parte de las medidas que emprendió fueron audaces, incluso sorprendentes por su carácter radical, como su política de «tolerancia cero» en materia de criminalidad. El republicano Giuliani, en una ciudad más bien arraigada en el campo demócrata tenía, pues, muchos enemigos, y la prensa se mostraba a veces muy vehemente a su encuentro: The Village Voice lo trataba incluso de «bastardo sin corazón» (heartless bastard).
Los resultados obtenidos por Giuliani antes del 11 de septiembre fueron muy positivos, con una caída de la criminalidad (de 430 460 crímenes registrados en 1993, antes de entrar en funciones, a 184 111 crímenes en 2000) y un retorno de la confianza en los neoyorkinos en materia de seguridad. Giuliani también se hizo conocido en un marco más amplio que el de Nueva York debido a su gestión de los Atentados del 11 de septiembre de 2001, en el curso de los cuales no cedió al pánico y se aseguró de organizar con rapidez la reconstrucción del World Trade Center. Un cáncer de próstata en 2002 lo llevó a retirarse de la vida política.

## Sigloxxi: los atentados y la renovación

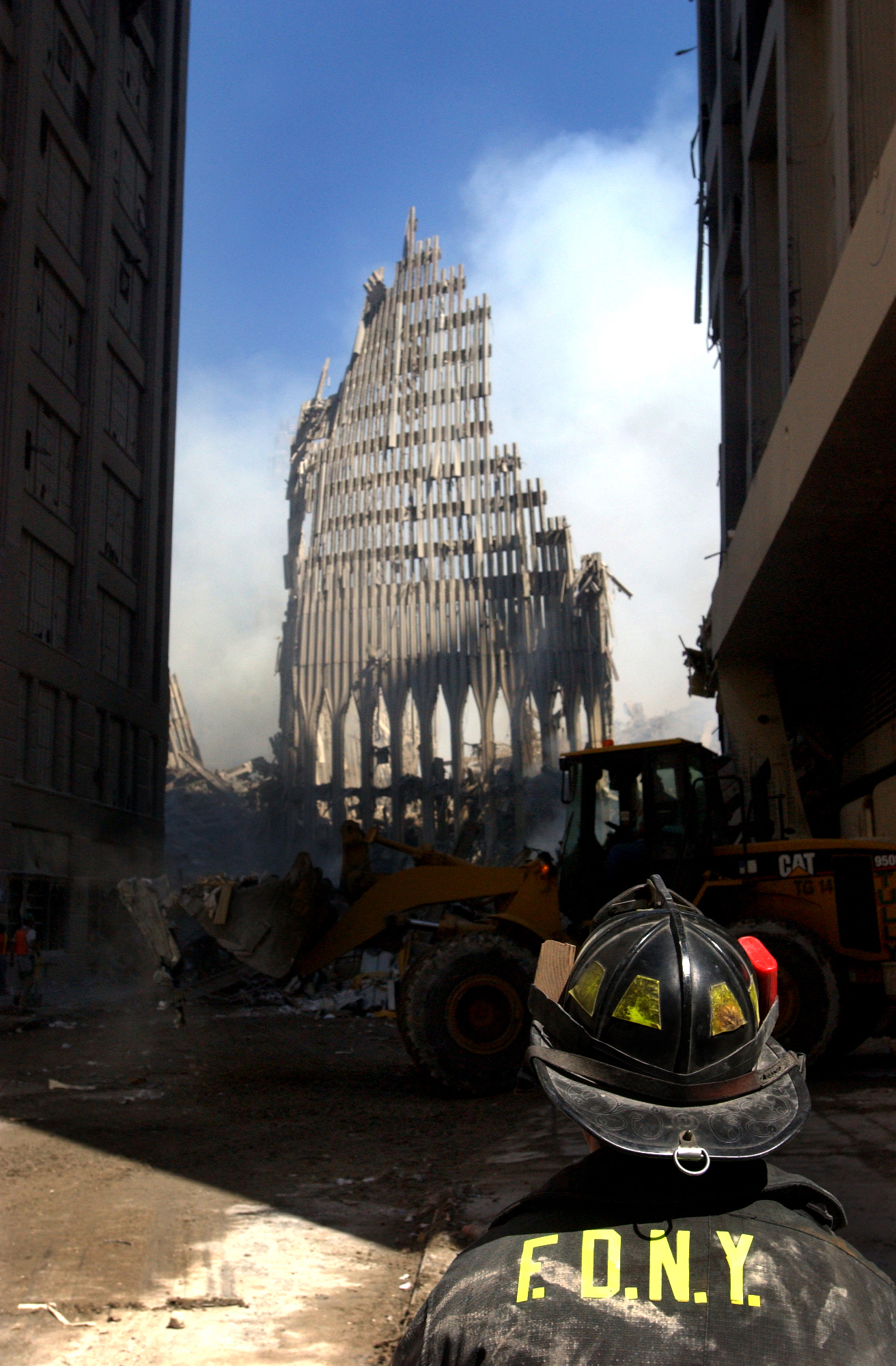
13 de septiembre de 2001: Un bombero de Nueva York observa lo que queda de la Torre Sur.

El siglo xxi se inició mal para Nueva York, justo después del estallido de la Burbuja puntocom que sacudió violentamente a Wall Street y, sobre todo, después de los ataques terroristas del 11 de septiembre de 2001 que golpearon profundamente a Estados Unidos y, en particular, a la ciudad de Nueva York, verdadero símbolo de la potencia estadounidense. En efecto, si bien los atentados también golpearon a Washington D. C., fue en Nueva York donde resultaron más mortíferos con la destrucción de las torres gemelas del World Trade Center, así como de todo el complejo que estaba adjunto al mismo. Aunque la línea del horizonte de Manhattan fue trastornada, los neoyorkinos supieron reponerse después de los ataques, en especial, bajo la tutela de Rudolph Giuliani y, luego, de Michael Bloomberg que lo sucedió como alcalde de la ciudad en 2002, incluso cuando la cicatriz de los atentados queda aún viva en el espíritu de los habitantes de la Big Apple.
El 27 de febrero de 2003, tras haber recibido miles de propuestas de todo el mundo, la  Lower Manhattan Development Corporation designó al arquitecto polaco Daniel Libeskind como encargado del diseño de la torre que reemplazará al World Trade Center. El One World Trade Center, con una altura de 1776 pies (541 metros), fue terminado en 2014, convirtiéndose en el edificio más alto de los Estados Unidos.
El 6 de julio de 2005, Nueva York fracasó en su campaña para convertirse en sede de los Juegos Olímpicos de 2012. La Gran Manzana no se presentó como candidata para los Juegos Olímpicos de 2016, dado que Chicago había presentado una propuesta más consistente.
El 18 de julio de 2007, una explosión de vapor en pleno centro de Manhattan, entre Lexington Avenue y la calle 41, hizo creer que se estaba llevando a cabo un nuevo atentado terrorista en Nueva York. El incidente se debió a unas tuberías que databan de 1924 y tuvo como resultado un muerto y 24 heridos.

### Obras de referencia
- Weil, François (2005). Histoire de New York (en francés). París: Fayard. ISBN 2-213-61856-9. Una síntesis por el director del Centro de estudios norteamericanos (CNRS-EHESS).
- Homberger, Eric (2005). The Historical Atlas of New York City (a visual celebration of 400 years of New York City's History) (en inglés). Owl Books. ISBN 9780805078428.
- Michelin, ed. (2000). New York (en francés). Guide Vert.

### Libros
- Burrows, Edwin G. y Mike Wallace (1998). Gotham - A History of New York City to 1898, USA, Oxford University Press (ISBN 9780195140491)
- Greene, Evarts Boutelle et al. (1993). American Population before the Federal Census of 1790. Baltimore, Md. : Genealogical Publ. (ISBN 0806313773)
- Irving, Washington (2006). Histoire de New York (depuis le commencement du monde jusqu'à la fin de la domination hollandaise, par Diedrick Knickerbocker) París: Éditions Ámsterdam (ISBN 2915547157) Publicada por primera vez en 1809, esta novela histórica de parodia convirtió a Washington Irving en el primer escritor estadounidense de renombre internacional. En ella, Irving rastrea de manera cómica la historia del período holandés de Nueva York (Nieuw Amsterdam) haciendo eco de la vida cultural y política de Estados Unidos en su tiempo. Irving fue además autor de cuentos y novelas célebres, como La leyenda de Sleepy Hollow.
- Jackson, Kenneth T., ed. (1995). The Encyclopedia of New York City. New Haven: Yale University Press (ISBN 0300055366)
- Marshall, Bruce y Christopher Gray (2005). New York: Cité géante. París: Gründ (ISBN 2700011902)
- Muhlstein, Anka (1986). Manhattan. La Fabuleuse Histoire de New-York, des Indiens à l'an 2000. París: Grasset (ISBN 2246312213)
- Mushabac, Jane y Angela Wigan (1999). A Short and Remarkable History of New York City. Nueva York: Fordham University Press (ISBN 0823219852)
- Reitano, Joanne (2006). The Restless City: A Short History of New York from Colonial Times to the Present. Nueva York: Routledge. (ISBN 0415978491)